# Scala (attrezzatura)

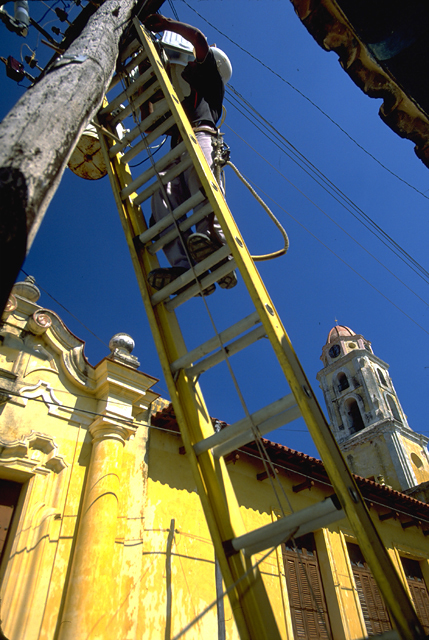
Utilizzo di una scala estensibile in appoggio per lavori su un palo

Una scala è un'attrezzatura, mobile o fissa, utilizzata per spostarsi a piedi tra due altezze diverse attraverso l'utilizzo di due o più gradini (nel caso delle scale a gradini) o di due o più pioli (nel caso delle scale a pioli). Rientrano in questa definizione ad esempio le scale portatili in legno o metallo utilizzate per svolgere lavori in altezza.
A rigore, sono scale anche le strutture architettoniche fisse a gradini utilizzate per spostarsi tra i piani di un edificio e le scale a gradini che congiungono strade o piazzali (spesso chiamate "scalinate"), pur avendo destinazioni d'uso differenti e quindi caratteristiche (e spesso anche normative) differenti rispetto alle scale intese come "attrezzature".

## Storia
L'invenzione della scala risale alla preistoria. A Valencia, in Spagna, all'interno della cosiddetta "Grotta del Ragno", è stato ritrovato un dipinto risalente a circa 10.000 anni fa che sembra raffigurare due uomini che raccolgono il miele da un alveare salendo su una scala costruita con fasci d'erba. Si ipotizza che la scala sia stata inventata ancora prima del periodo di tale dipinto.

Altri indizi che le scale fossero utilizzate nella preistoria si trovano al Museo nazionale della preistoria di Taiwan, dove sono conservati antichi manufatti in pietra che, sulla base della loro usura, della morfologia e di simulazioni al computer, si ritiene abbiano svolto la funzione di scale.

Si ipotizza che le prime scale fossero fatte di corda e che risalirebbero a circa 35.000-40.000 anni fa, ovvero alla stessa epoca a cui risalgono i primi utensili per la fabbricazione della corda.
La scala nella sua forma più moderna si ritrova nell'Antico Egitto e nella cultura ebraica. La scala era associata al dio Osiride, che secondo la religione egizia sarebbe asceso al paradiso grazie ad una scala costruita da suo figlio Horus. Altre leggende invece identificano Osiride stesso nella scala che permette alle divinità egizie di salire al paradiso, per cui Osiride era talvolta denominato "la scala di Ra". Per permettere l'ascensione dei defunti al paradiso, modelli di scala erano inseriti nelle tombe durante l'Antico Regno e il Medio Regno. Successivamente invece le scale erano semplicemente rappresentate su papiri contenenti anche alcune parti del Libro dei morti. In tale libro, oltre a diverse rappresentazioni di scale, era indicata anche una formula per trasformare tali figure in scale reali.

Il significato della scala come mezzo di connessione del mondo terreno con il mondo ultraterreno si ritrova anche nella cultura della popolazione africana dei Dogon. Le scale dogon, a forma di Y, sono utilizzate come mezzo di accesso ai granai e ai tetti e per superare le fenditure nelle scogliere. Oltre a queste funzioni pratiche, le scale dogon sono utilizzate nei rituali delle cerimonie funebri ed è stato ipotizzato che scale in miniatura siano utilizzate dai Dogon con lo scopo di permettere ai loro antenati di accedere ai tetti delle case, dove si trovano gli altari degli antenati.

La scala è descritta anche nell'Antico Testamento, nell'episodio biblico della scala di Giacobbe, in Genesi 28:11-19. In tale passo si legge che Giacobbe sognò una scala che univa cielo e terra, dalla quale salivano e scendevano gli angeli di Dio.
Nell'Antica Roma e fino al Medioevo le scale erano utilizzate come arma d'assedio. Le scale d'assedio furono usate dai Romani fin dai primi assedi alle città nemiche, come quello di Suessa Pometia del 502 a.C., di Fidene del 436 a.C., e di Veio del 406-396 a.C.
All'inizio del XVIII secolo risale la cosiddetta "scala romana" o "scala alla festarola", nata dall'esigenza di addobbare gli interni della Basilica di San Pietro. La scala romana è una scala innestabile, simile alla scala italiana, ma può raggiungere altezze maggiori (25 metri contro i 10 metri della scala italiana).
Al falegname John H. Balsley, originario di Dayton, Ohio, risale l'invenzione della scala pieghevole in legno, che la brevettò nel 1862 con il nome di "improved step-ladder" (scala a gradini migliorata). La scala di Balsley, rispetto alle precedenti scale doppie, aveva una cerniera che permetteva di chiuderla, rendendola così più facile da riporre.

Qualche anno dopo, nel 1867, il magnate americano Henry Quackenbush fondatore della H.M. Quackenbush Company, brevettò e mise in commercio un nuovo tipo di scala estensibile, vendendo poi il brevetto per 500 dollari. Sebbene a Quackenbush sia spesso attribuita l'invenzione della scala estensibile, in realtà la scala estensibile non era una novità: al 1866 risalgono ad esempio un brevetto di scala estensibile di D.E. Rowland e W.T. Black e un altro brevetto di E. Slater.
Nel XIX secolo venivano utilizzate delle scale antincendio rudimentali, costituite da una scala movibile con ganci, trasportata da cavalli. A questo periodo risale anche la scala antincendio dell'inglese Abraham Wivell, che era provvista anche di uno scivolo di tela dal quale scendevano le persone evacuate.
Le scale antincendio furono ulteriormente migliorate nel 1904, quando il vigile del fuoco volontario Conrad Dietrich Magirus inventò una scala girevole azionata a motore. Sempre agli inizi del XX secolo risale l'introduzione della scala a gancio, utilizzata dai vigili del fuoco per accedere in punti dove non raggiungibili dalle scale con inclinazione minore.
Intorno agli anni '30 furono introdotti due nuovi materiali nella produzione delle scale: l'alluminio e i materiali compositi con fibra di vetro (questi ultimi chiamati spesso semplicemente "fibra di vetro"). Al 1930 viene fatta risalire la produzione della prima scala in alluminio, più leggera della scala in legno.

Dopo l'invenzione e la produzione su larga scala della fibra di vetro (che ebbe inizio intorno al 1932), vennero prodotte anche scale in fibra di vetro, che, a causa della bassa conducibilità elettrica, della resistenza e della leggerezza dei materiali compositi con fibra di vetro, sono considerate più adatte per i lavori in presenza di rischio elettrico rispetto alle scale in legno e in alluminio.
La prima scala retrattile fu sviluppata nel 1936 da Jean-Pierre Lair. Nel 1982 tale tipo di scala fu utilizzata per costruire la prima scala per l'accesso alla soffitta.
Nel 1947 fu fondata negli Stati Uniti l'organizzazione no-profit American Ladder Institute (ALI), che si occupa di sviluppare le norme tecniche americane dell'American National Standards Institute (ANSI) relative alla sicurezza delle scale.
Nel 2005 fu costruita quella che secondo il Guinness World Records è la scala più lunga del mondo: è fatta di legno, ha un'altezza di 41,16 metri e conta 120 pioli.

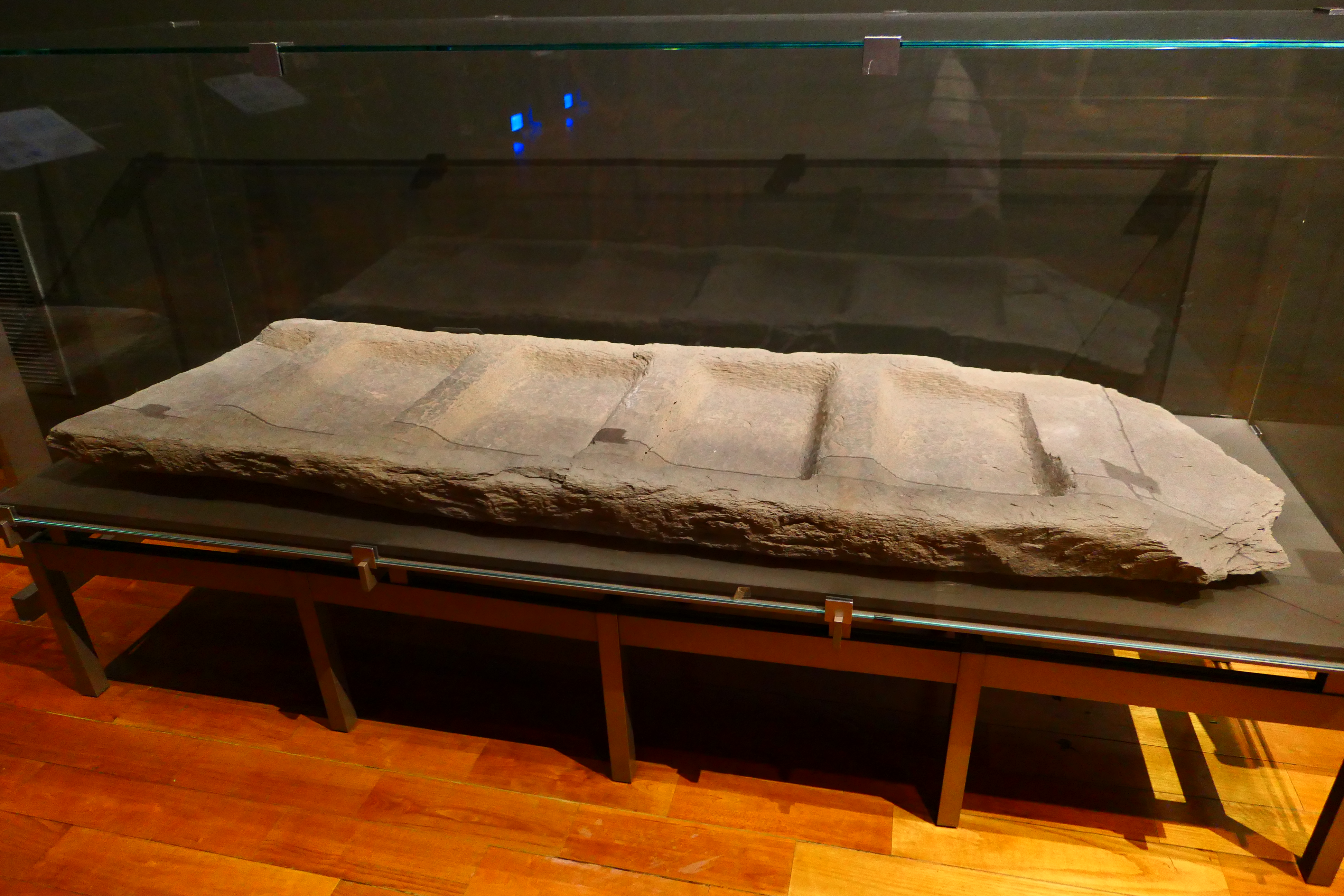
Scala in pietra esposta al Museo nazionale della preistoria di Taiwan
Scala realizzata dai Maori sul tronco di un albero, legando al tronco un alberello attraverso funi ricavate dagli steli di piante rampicanti
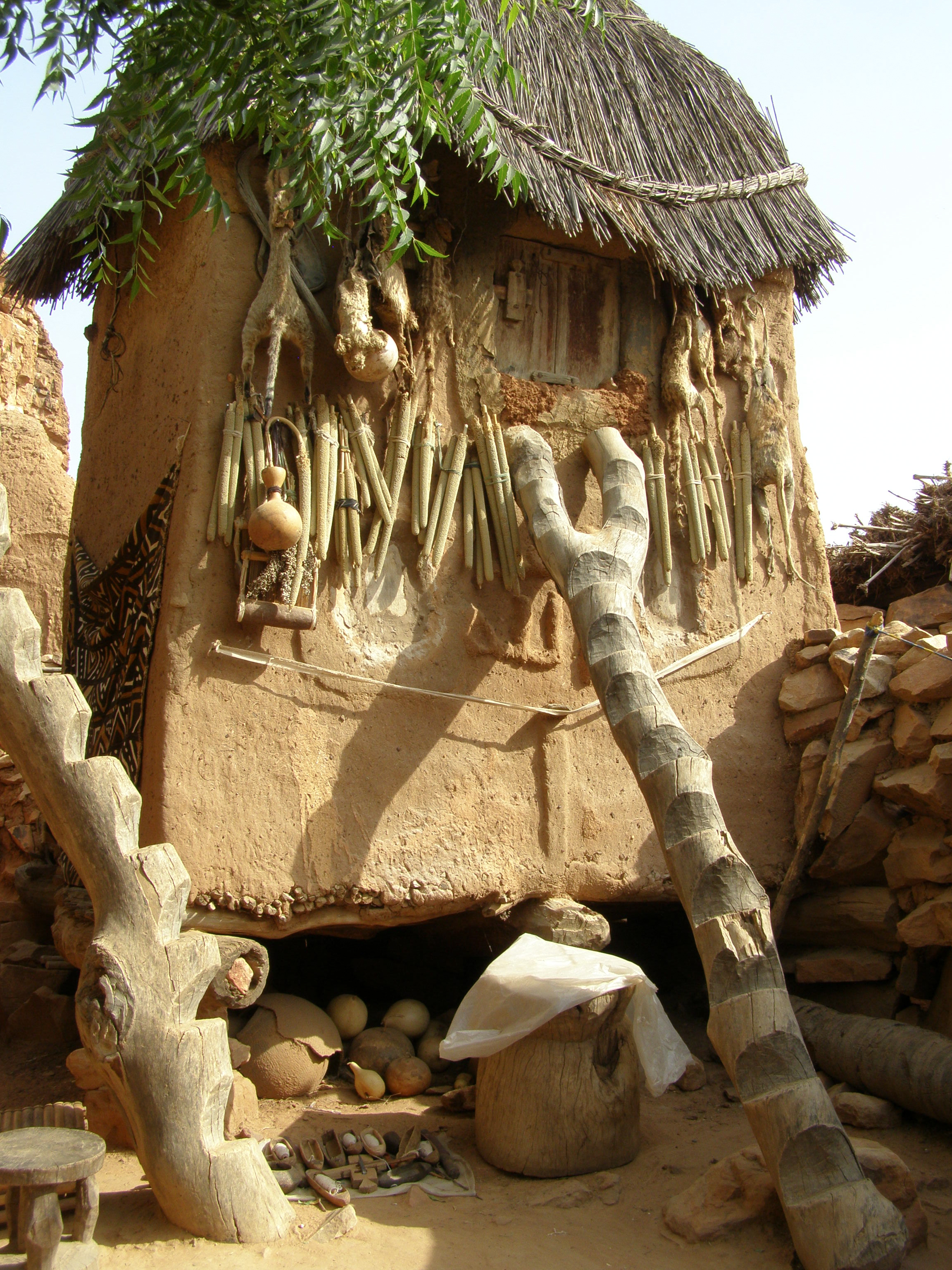
Scale dogon, Mali
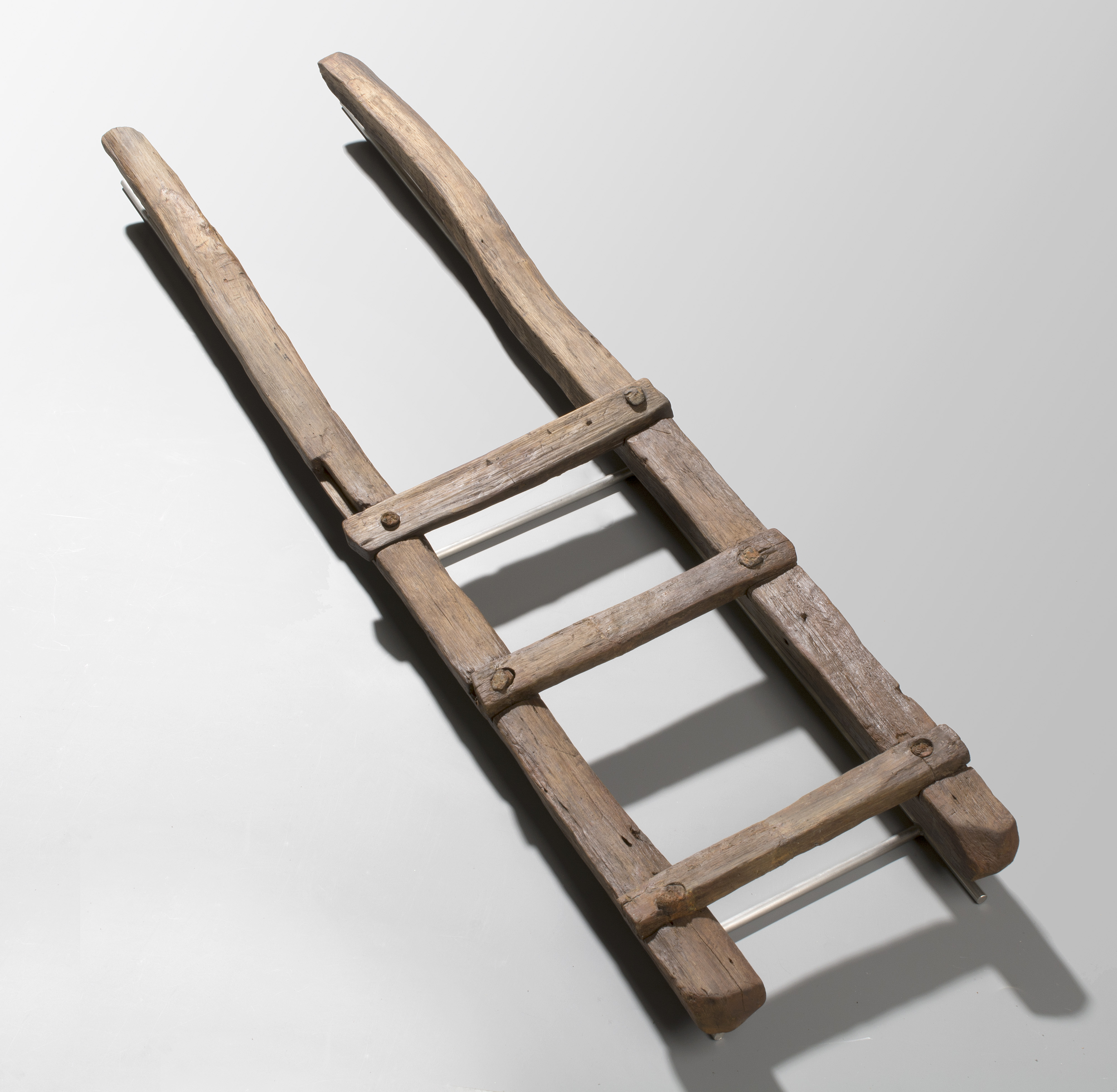
Scala in legno a pioli dell'epoca romana
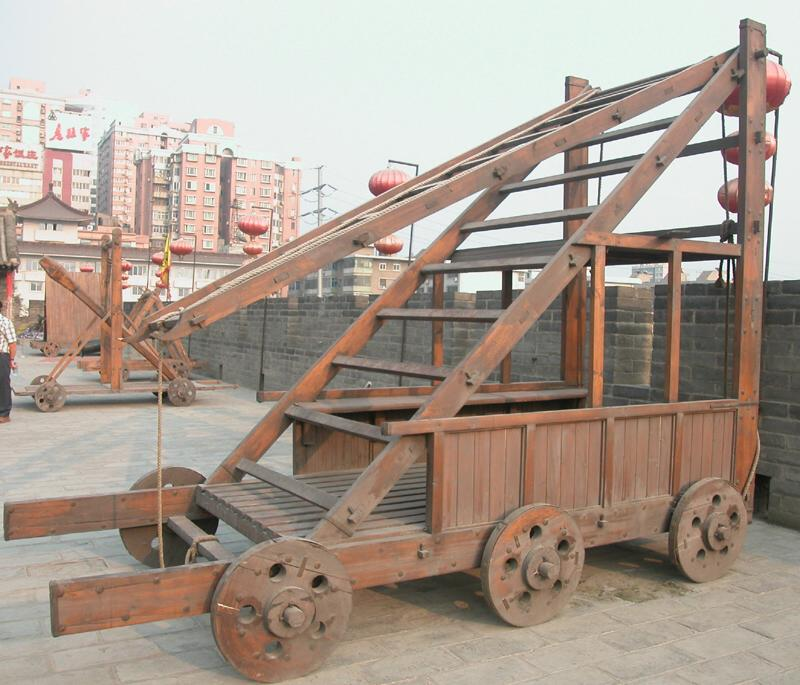
Antica scala d'assedio cinese
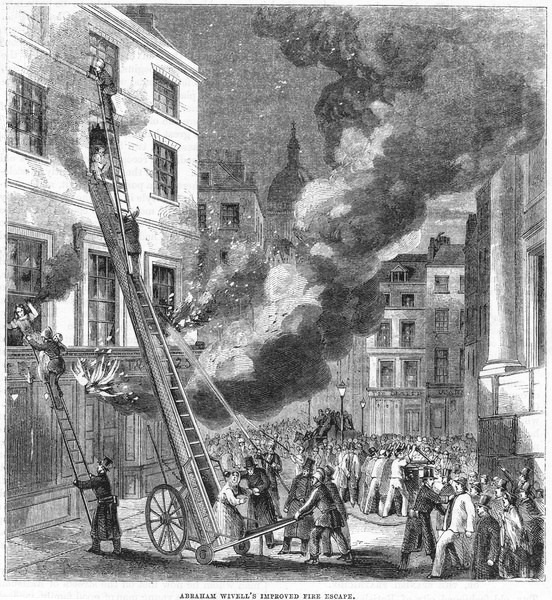
Illustrazione della scala antincendio di Abraham Wivell (XIX secolo)

## Elementi di una scala
I principali elementi che costituiscono una scala sono:
- gradini e pioli: costituiscono lo "scalino" della scala, ovvero dove viene poggiato il piede per salire; nel caso di alcune scale a pioli (ad esempio nelle scale di corda e nelle scale alla marinara), i pioli sono utilizzati anche per tenersi con le mani, mentre negli altri casi le mani sono tenute ai montanti laterali; secondo lo standard EN 131-1, i pioli hanno una superficie di appoggio minore di 80 mm,[3][29] mentre i gradini hanno una superficie di appoggio maggiore o uguale di 80 mm;[3][29] esistono anche scale che utilizzano contemporaneamente pioli e gradini (in due sezioni diverse della scala);[29]
- montanti: sono gli elementi verticali ai quali sono connessi i gradini o i pioli;[3] talvolta sono detti anche "staggi";[30] generalmente ciascun tronco di salita ha due montanti, ma esistono anche scale ad un solo montante o con più di due montanti; nel caso delle scale di corda i montanti sono sostituiti da due corde (ad esempio nelle scale utilizzate in marina, dette "biscagline",[1] oppure nelle scale utilizzate dagli speleologi o nell'alpinismo[1]);
- tronco di salita: è così chiamato l'insieme di uno o due montanti connessi con i gradini o con i pioli.[3] Le scale con un solo tronco di salita sono dette "semplici";
- tronco di sostegno: elemento di una scala doppia formato da due montanti e una traversa di collegamento, senza pioli o gradini.[3]

Altri elementi che possono essere presenti in una scala sono:
- piedini antiscivolo: sono installati alle estremità dei montanti per evitare lo scivolamento della scala;
- cerniere: usate per aprire/chiudere le scale con più tronchi, ad esempio nelle scale doppie e nelle scale pieghevoli;
- piattaforma: usata in alcune scale doppie e nelle scale a castello per permettere alle persone di sostare sulla scala in sicurezza;
- ganci: presenti nelle scale a gancio come metodo di posizionamento della scala;
- gabbia di sicurezza: usata nelle scale alla marinara;
- passamano: presente in alcune scale fisse per permettere di tenersi durante la salita e la discesa e diminuire il rischio di caduta;
- funi: utilizzate in alcune scale estensibili come mezzo per allungare la scala;
- dispositivo anticaduta: nelle scale doppie, previene alla scala di aprirsi più del dovuto;
- stabilizzatore a barra: installato sulla base della scala allo scopo di fornire una maggiore stabilità alla scala;[29]
- stabilizzatore laterale: installato ai lati della scala;[29]
- stabilizzatore a palo: installato dietro la scala, in maniera simile al tronco di sostegno di una scala doppia.[29]

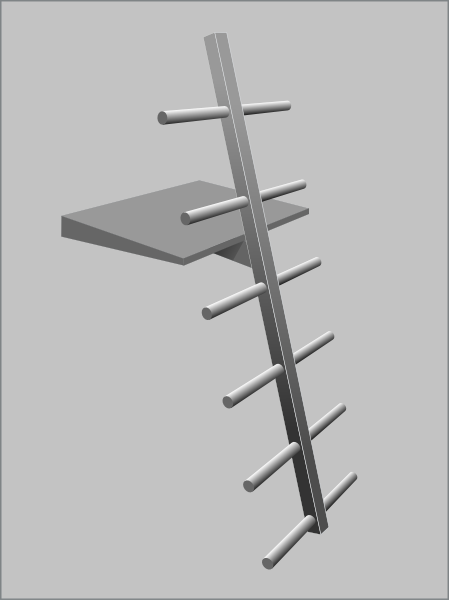
Esempio di scala a pioli a un montante, utilizzata dai sommozzatori per scendere e salire da un'imbarcazione
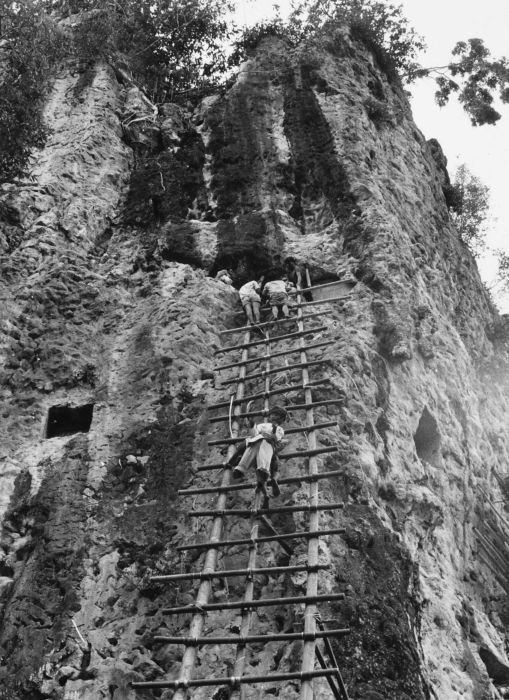
Scala in legno rudimentale con 3 montanti

## Tipi
A seconda del loro posizionamento, le scale possono essere distinte in:
- scale fisse: sono posizionate in una posizione fissa e amovibile;
- scale movibili: possono essere spostate, generalmente a mano (scale portatili) o attraverso ruote; sono dette anche "scale mobili"; con lo stesso termine sono indicate anche le "scale mobili" intese come scale a gradini con movimento automatico, azionate da un motore;[1][2]
  - scale portatili: tipo di scala movibile che può essere trasportata e posizionata a mano[3][29]
- autoscale: fissate ad un automezzo.

A seconda della loro costruzione, le scale si distinguono inoltre in:
- scale a pioli
- scale a gradini

I materiali più comuni con i quali sono costruiti le scale sono legno, alluminio e materiale composito con fibra di vetro. Le scale di corda possono inoltre essere costruite con diversi materiali, naturali o sintetici.
Le norme statunitensi (ANSI) e canadesi (CSA) classificano le scale nei seguenti tipi (chiamati "gradi" dalle norme canadesi) relativamente alla gravosità del carico che possono sostenere:
| Tipo                  | Carico massimo |
| --------------------- | -------------- |
| IAA (Special Duty)    | 375 lb         |
| IA (Extra Heavy Duty) | 300 lb         |
| I (Heavy Duty)        | 250 lb         |
| IAA (Medium Duty)     | 224 lb         |
| IAA (Light Duty)      | 200 lb         |

Le scale intese come "attrezzature" si distinguono dalle scale intese come "strutture architettoniche" principalmente per il loro utilizzo: le prime infatti sono utilizzate principalmente come attrezzatura di lavoro e, anche se talvolta sono connesse ad un edificio (scale fisse), non ne fanno parte dal punto di vista architettonico (cioè sono un elemento "aggiunto"), mentre le seconde sono una struttura completamente integrata negli edifici. Le scale "architettoniche" sono sempre fisse e generalmente a gradini, mentre le scale come attrezzatura possono essere scale a pioli o scale a gradini e possono essere sia fisse sia movibili.

### Scala portatile
Una scala portatile può essere trasportata e installata a mano, senza mezzi meccanici. Una scala portatile può essere provvista di pioli o di gradini e può avere uno o più tronchi di salita.
I tipi più comuni si scale portatili sono:
- scala in appoggio: non autostabile, generalmente costituita da un solo tronco di salita (scala in appoggio semplice)
- scala doppia: autostabile, con due tronchi di salita oppure un tronco di salita e un tronco di sostegno
- scala treppiede: autostabile, con un tronco di salita e un sostegno posteriore
- scala a sfilo: scala estensibile con meccanismo "a sfilo"
- scala telescopica: scala estensibile con meccanismo telescopico
- scala innestabile: formata da più tronchi di salita, innestati tra loro per aumentare l'altezza della scala
- scala trasformabile: scala con cerniere che può essere usata in varie forme
- scala pieghevole: ripiegata su stessa dopo l'uso, per essere comoda da riporre
- scala a ganci: utilizzata dai vigili del fuoco, si aggancia a finestre e balconi

#### Scala in appoggio
Per scala in appoggio (o "scala di appoggio") si intende una scala a uno o più tronchi "non autostabile", cioè che non può stare in piedi da sola, per esempio al centro di una stanza. Per essere utilizzata deve infatti avere la parte inferiore appoggiata su una superficie orizzontale (ad esempio il pavimento di una stanza o il suolo) e la parte superiore appoggiata ad una superficie verticale (ad esempio una parete).

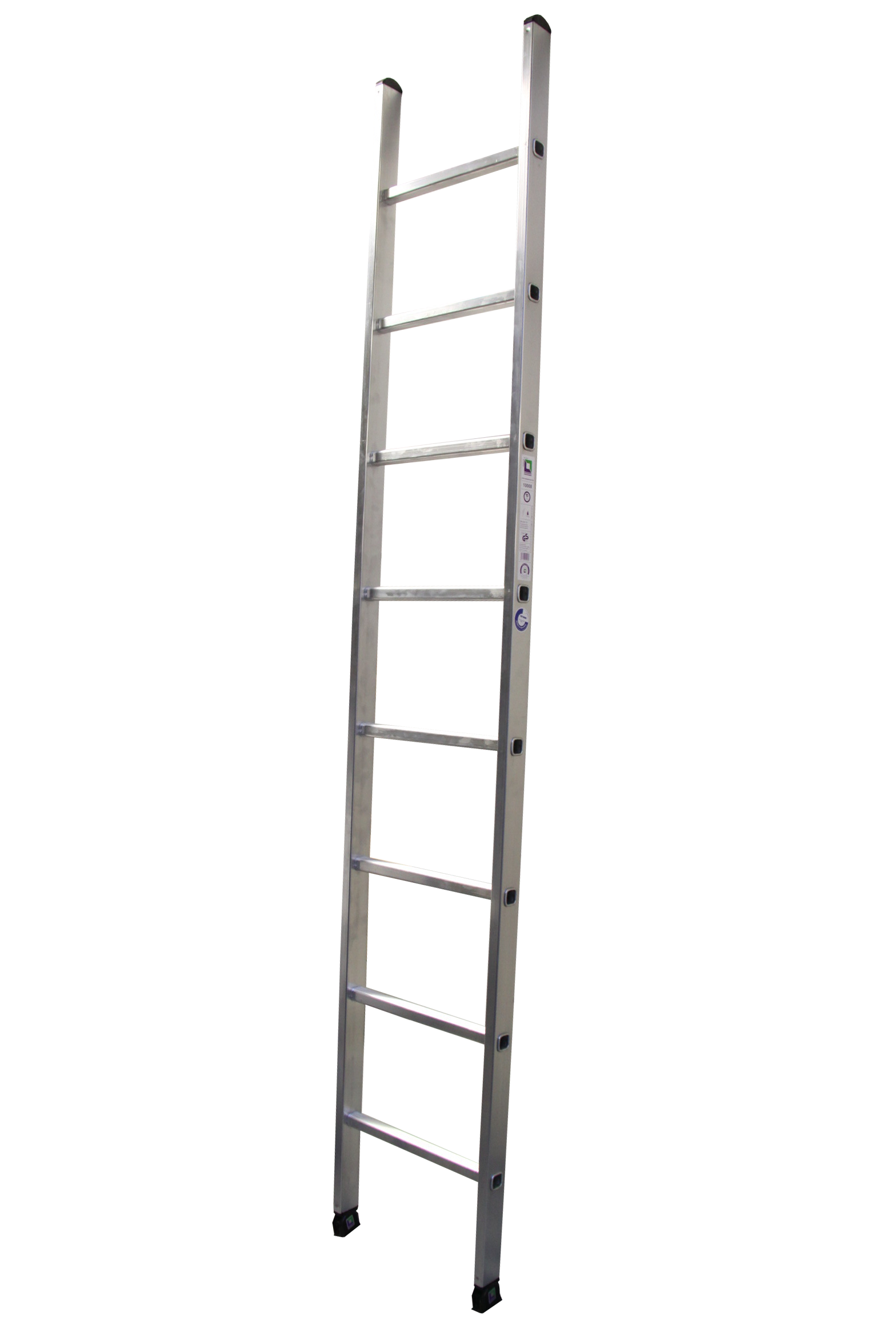
Scala in appoggio semplice in metallo
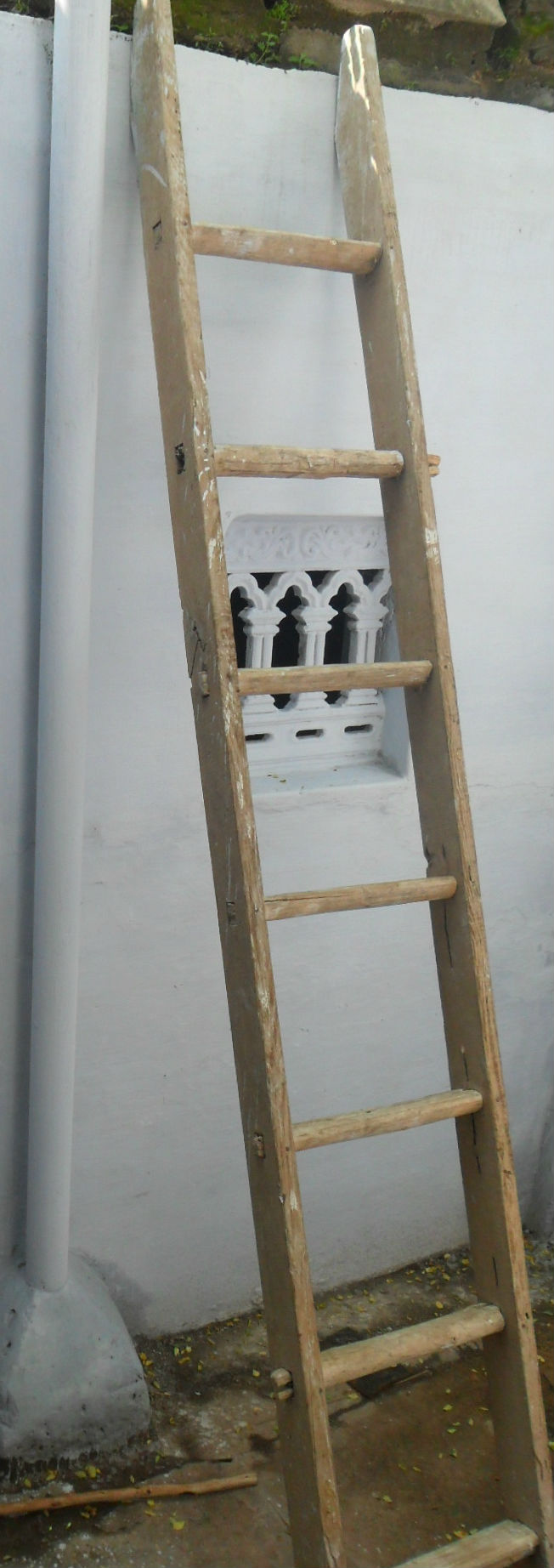
Scala in appoggio semplice in legno
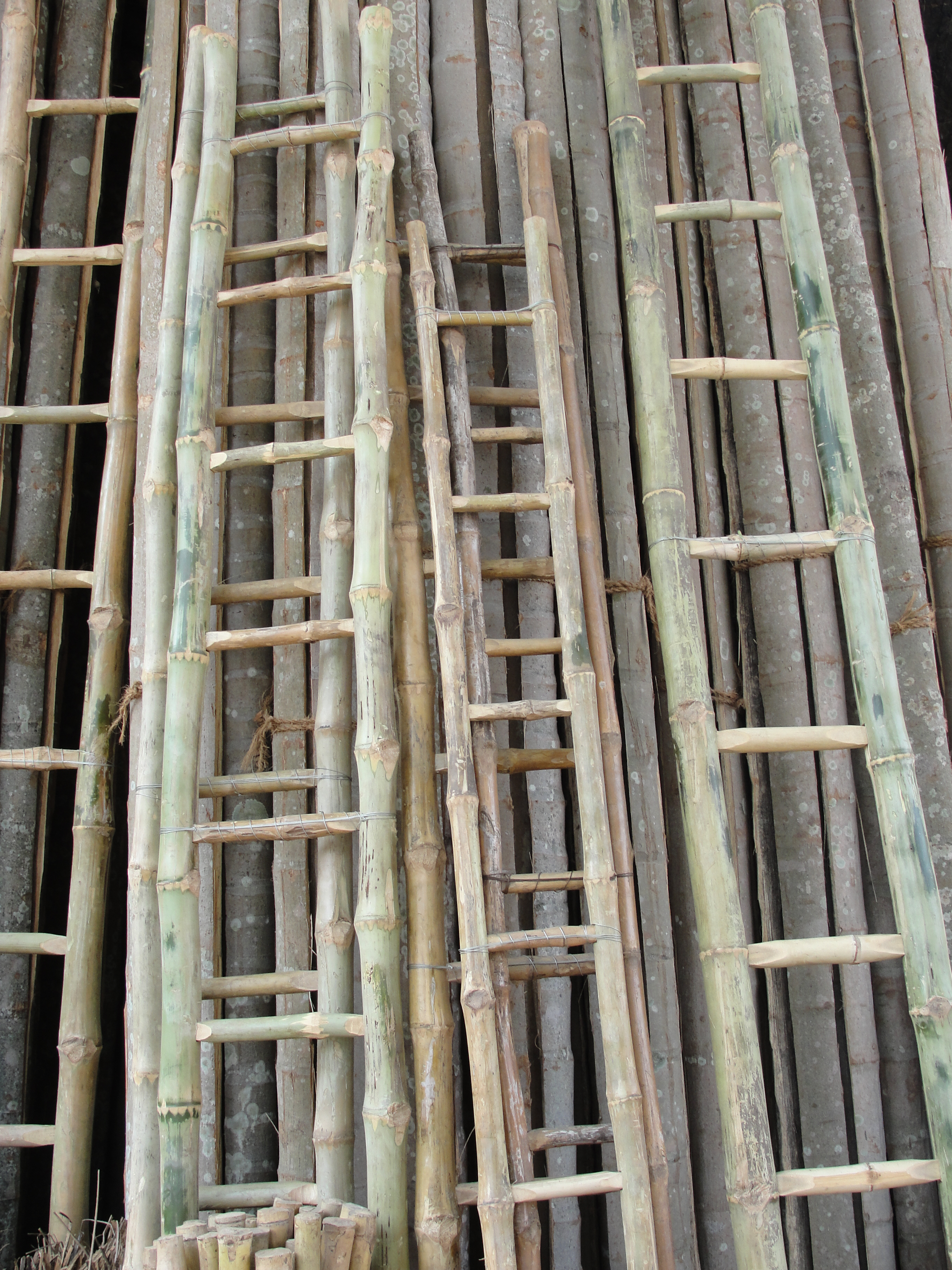
Scale in appoggio semplice in bambù

#### Scala doppia
La scala doppia, anche detta "scala a libretto", è una scala formata da due elementi collegati tra loro a forma di V rovesciata, che la rendono autostabile, cioè, a differenza della scala in appoggio, può essere usata anche al centro di una stanza, senza la necessità di appoggiarla al muro per essere utilizzata.
I due elementi che costituiscono la scala doppia possono essere entrambi dei tronchi di salita, permettendo così la salita da un lato o dall'altro, oppure uno di questi elementi può avere solo funzione di sostegno (tronco di sostegno), per cui in tal caso è possibile salire solo da un lato della scala.
L'apertura/chiusura della scala doppia è generalmente consentita da una cerniera posta in cima alla scala.
Può essere provvista di una piattaforma di stazionamento (più ampia dei gradini normali, con una profondità maggiore di 25 cm) e un guardacorpo di sicurezza che permette all'operatore di aggrapparsi e proteggersi per evitare cadute. Può inoltre essere provvista di un dispositivo di sicurezza contro l'apertura.

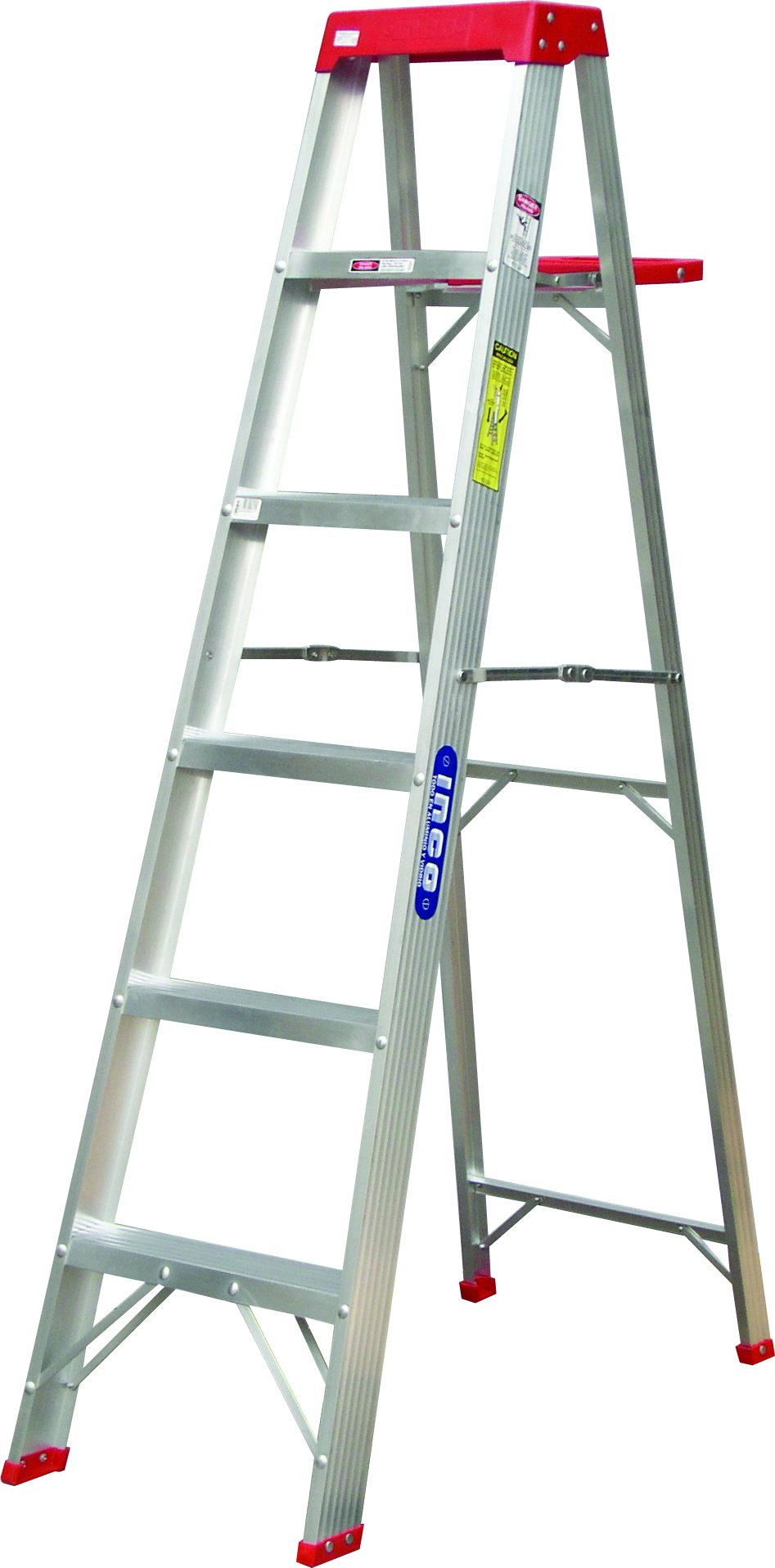
Scala doppia a gradini con un tronco di salita (davanti) e un tronco di sostegno (dietro)
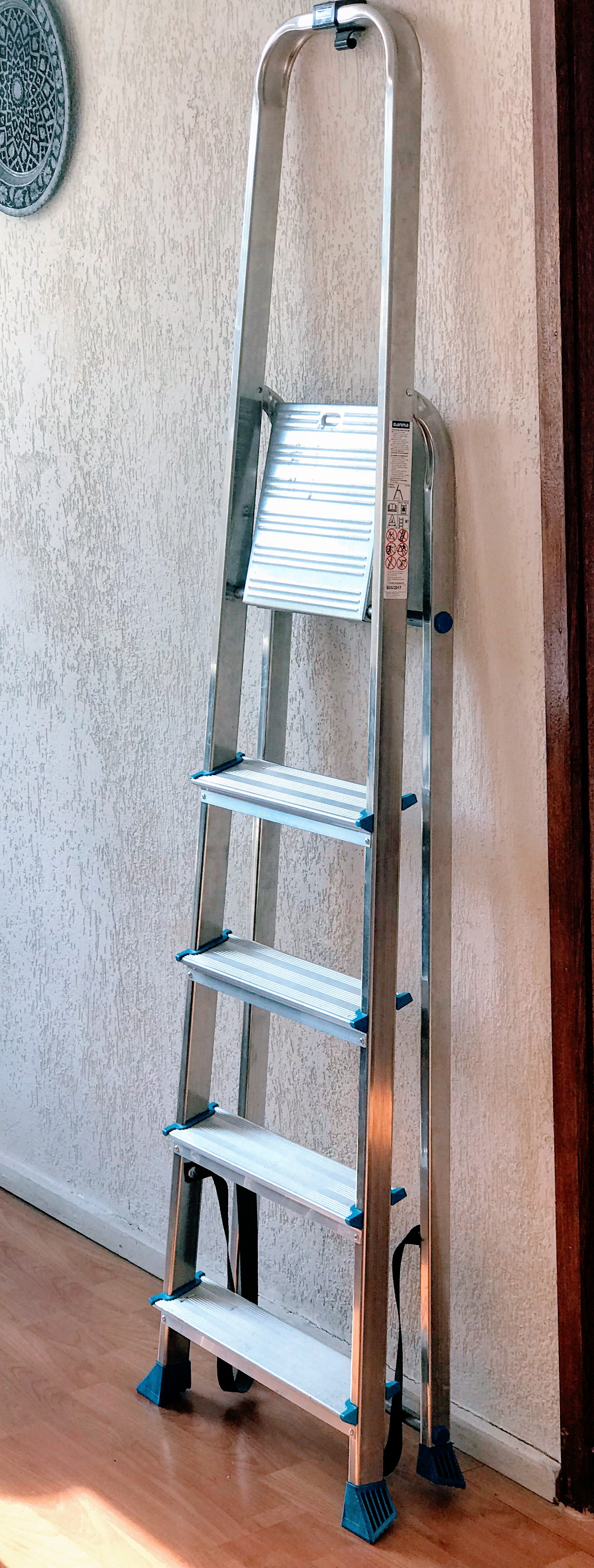
Scala doppia in alluminio con piattaforma e guardacorpo (chiusa)

#### Scala treppiede

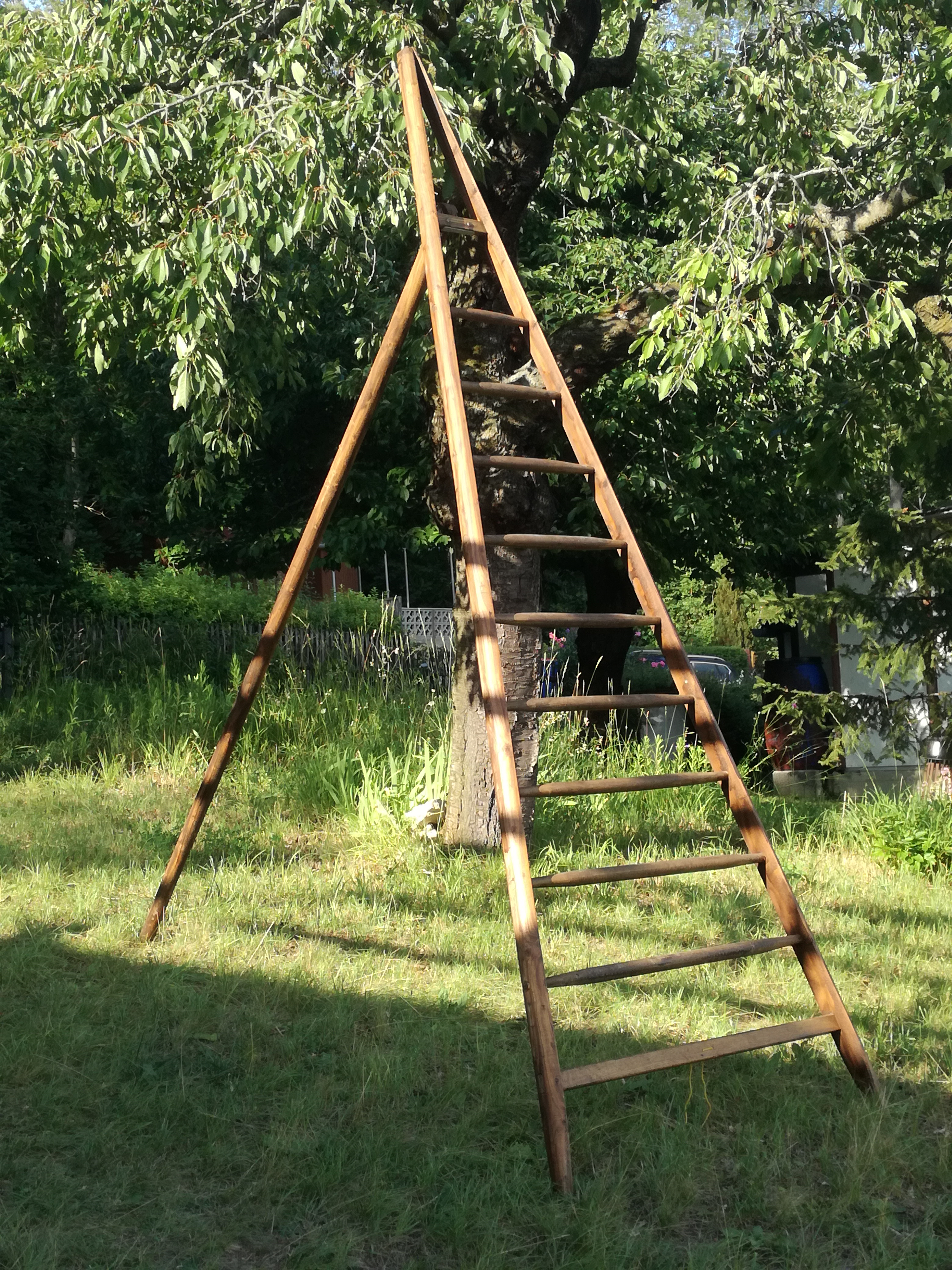
Scala agricola

Le scale treppiedi, utilizzate spesso come scale agricole, sono simili alle scale doppie, essendo scale autostabili, ma la loro forma è progettata per risultare più stabili su terreni accidentati e più facili da avvicinare agli alberi. Al posto del tronco posteriore, è presente infatti un singolo supporto: in questa maniera la scala poggia solo su 3 punti invece che su 4. Inoltre i pioli sono più larghi in basso e più stretti in alto, formando così, assieme al sostegno posteriore, una sorta di "piramide".

#### Scala a sfilo
La scala a sfilo è un tipo di scala estensibile dotata di due o più tronchi, che scorrendo permettono di regolare l'altezza della scala un piolo alla volta. A seconda del tipo di meccanismo, la lunghezza della scala è regolata a mano o attraverso un meccanismo a fune.

#### Scala telescopica
Per scala telescopica si intende una scala estensibile che presenti uno sviluppo telescopico che ne permette l'allungamento. Normalmente sono formate da più sezioni che scorrono una dentro l'altra con meccanismo tipo "canna da pesca". Una scala telescopica può quindi passare da una misura (quando è chiusa) molto compatta a una misura (quando è aperta) molto alta. Le scale telescopiche possono essere sfilate telescopicamente a diverse altezze per raggiungere la dimensione che serve all'operatore. Sono scale facilmente trasportabili, in quanto possono entrare nel baule di un'auto ed essere facilmente stoccabili in casa, ufficio, negozio o in azienda. Ci sono scale telescopiche che possono essere utilizzate in diverse posizioni: appoggiate al muro (scala in appoggio), a cavalletto o zoppe su scalinate.

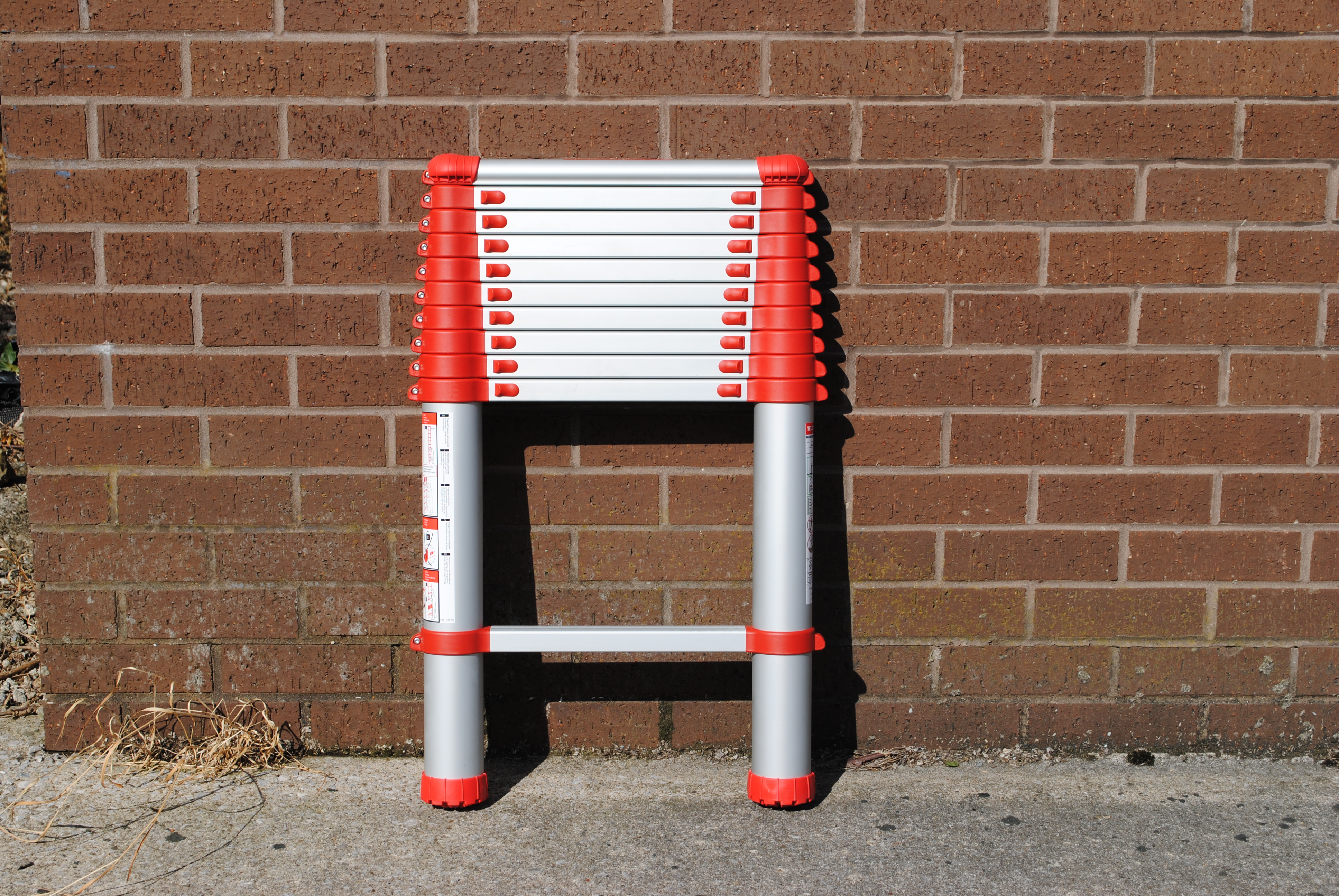
Scala telescopica a gradini (chiusa)
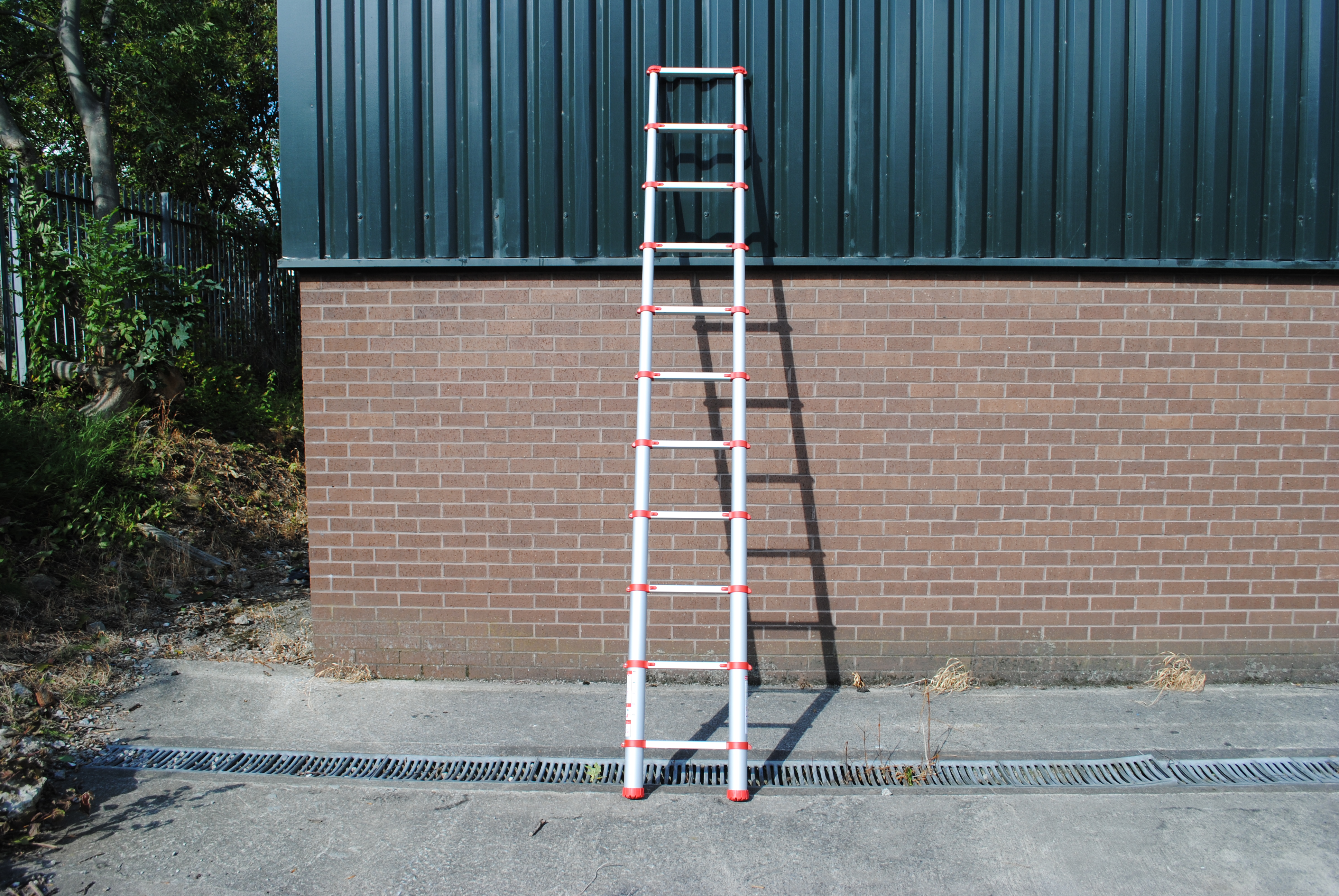
Scala telescopica a gradini (estesa)

#### Scala innestabile

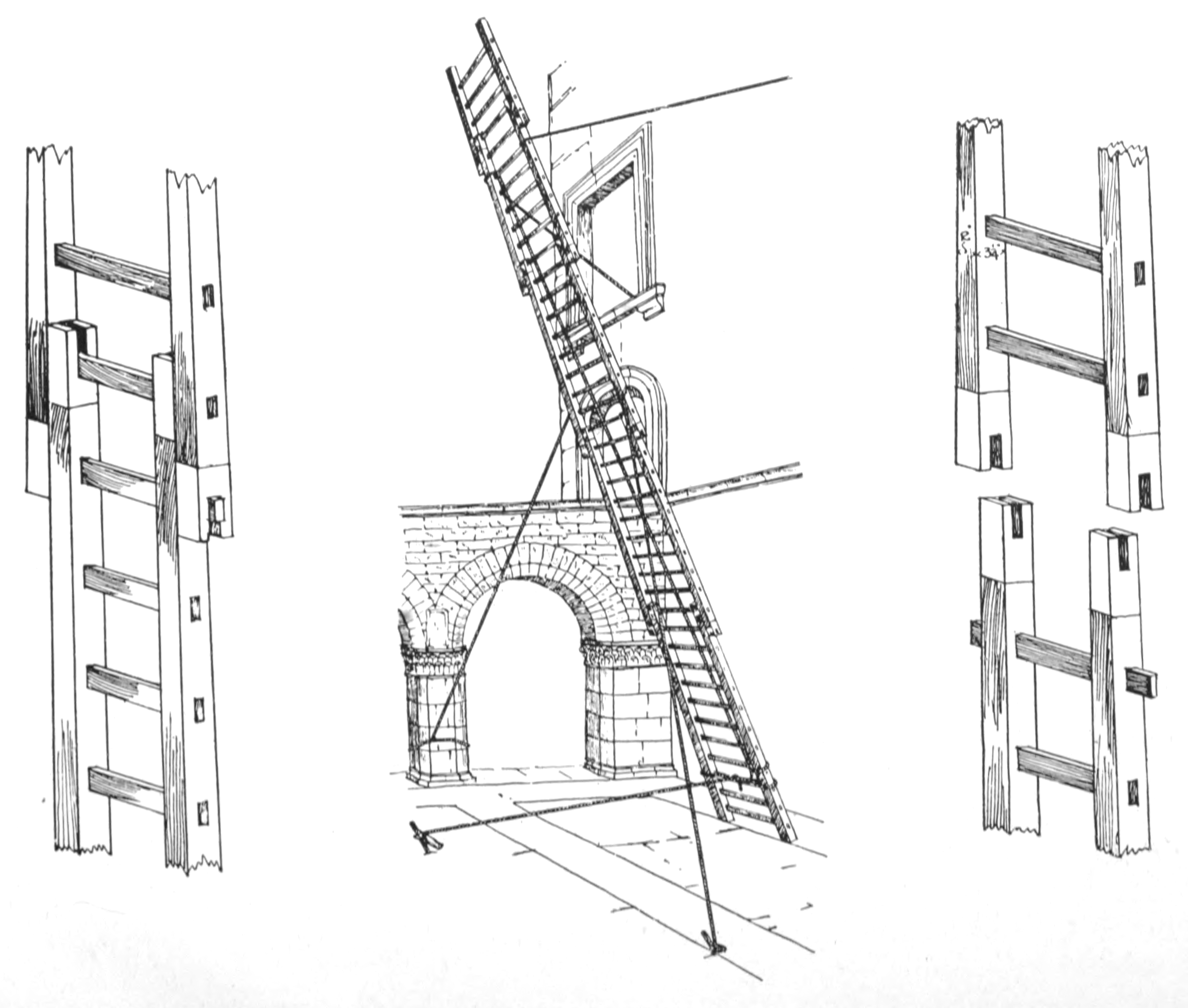
Disegno di una scala romana

La scala innestabile è un particolare tipo di scala costituita da più tronchi di salita collegati tra loro innestandoli alle loro estremità. Ciascun tronco può essere pensato come una scala in appoggio semplice dotata di dispositivi di collegamento all'estremità. La sua lunghezza può essere dunque aumentata all'occorrenza aggiungendo altri tronchi alla scala, ovviamente non oltre un'altezza massima per la quale la scala non risulterebbe più sicura.
Tipi comuni di scale innestabili sono la scala all'italiana e la scala romana.

#### Scala trasformabile
La scala trasformabile è un tipo di scala con due o più tronchi che può essere utilizzata in varie forme. Nel caso più semplice di scala trasformabile a due tronchi, può essere ad esempio aperta completamente per formare una scala in appoggio oppure uno dei due tronchi può essere ruotato per formare una scala doppia. Nel caso invece di scala trasformabile con più di 3 tronchi si possono formare forme ancora più diverse, includendo ad esempio anche tratti in orizzontale, ottenendo così una forma simile ad un ponteggio. In ogni caso, le scale trasformabili devono essere utilizzate solamente nelle configurazioni indicate dal fabbricante.

#### Scala pieghevole
Per scala pieghevole si intende una scala che presenti uno sviluppo a sezioni che ne permette l'allungamento o il ripiegamento. Normalmente sono formate da più sezioni che tramite cerniere ad attivazione manuale o automatica si muovono a formare una scala completa che può quindi passare da una misura (quando è ripiegata) molto compatta a una misura (quando è aperta) molto alta. Le scale pieghevoli sono spesso scale trasformabili.
Sono scale facilmente trasportabili, in quanto possono entrare nel baule di un'auto ed essere facilmente stoccabili in casa, ufficio, negozio o in azienda. Le scale pieghevoli possono essere normalmente utilizzate in diverse posizioni: appoggiate al muro, a cavalletto, a banco di lavoro o zoppe su scalinate.

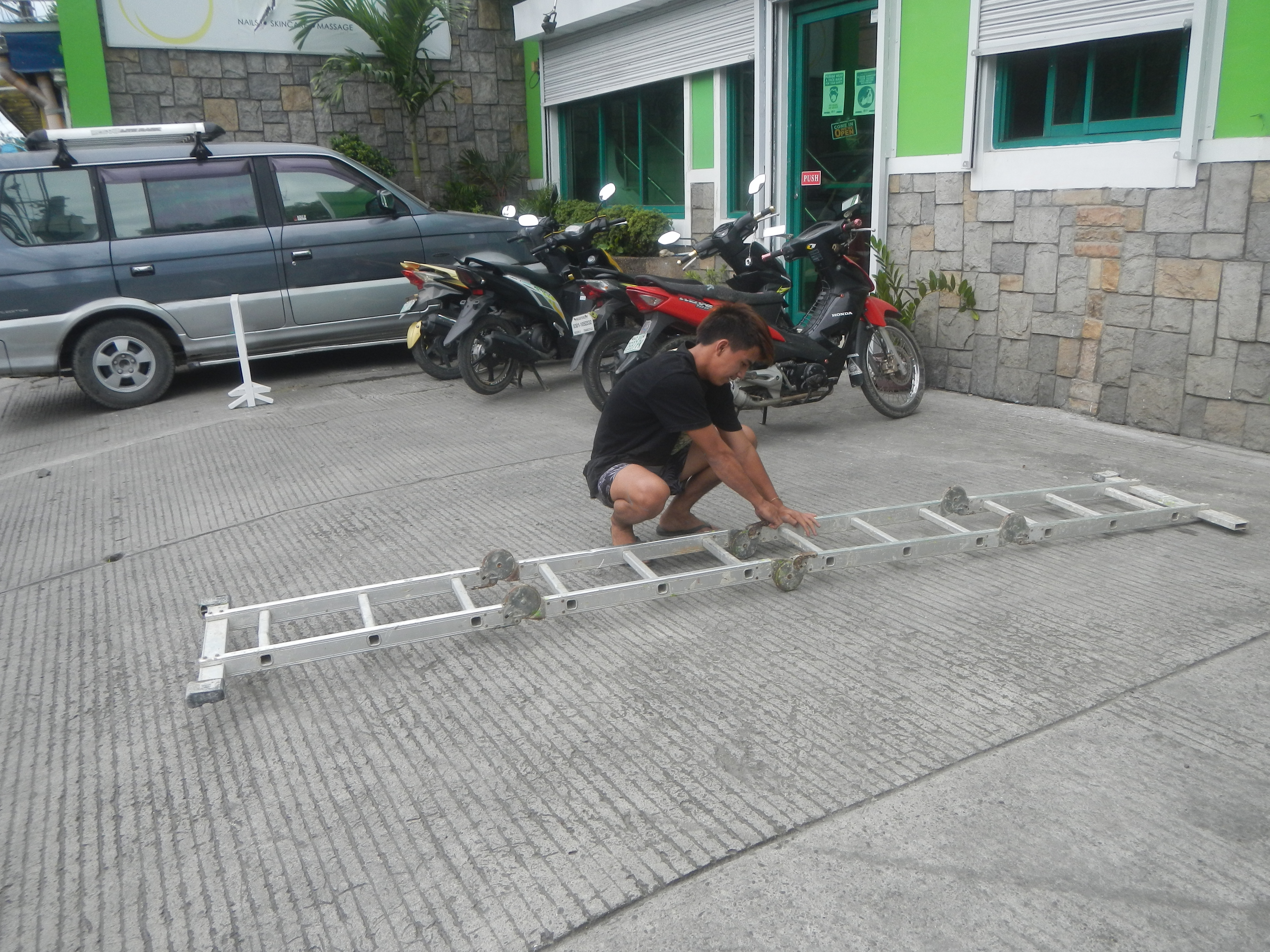
Scala pieghevole in alluminio (aperta)
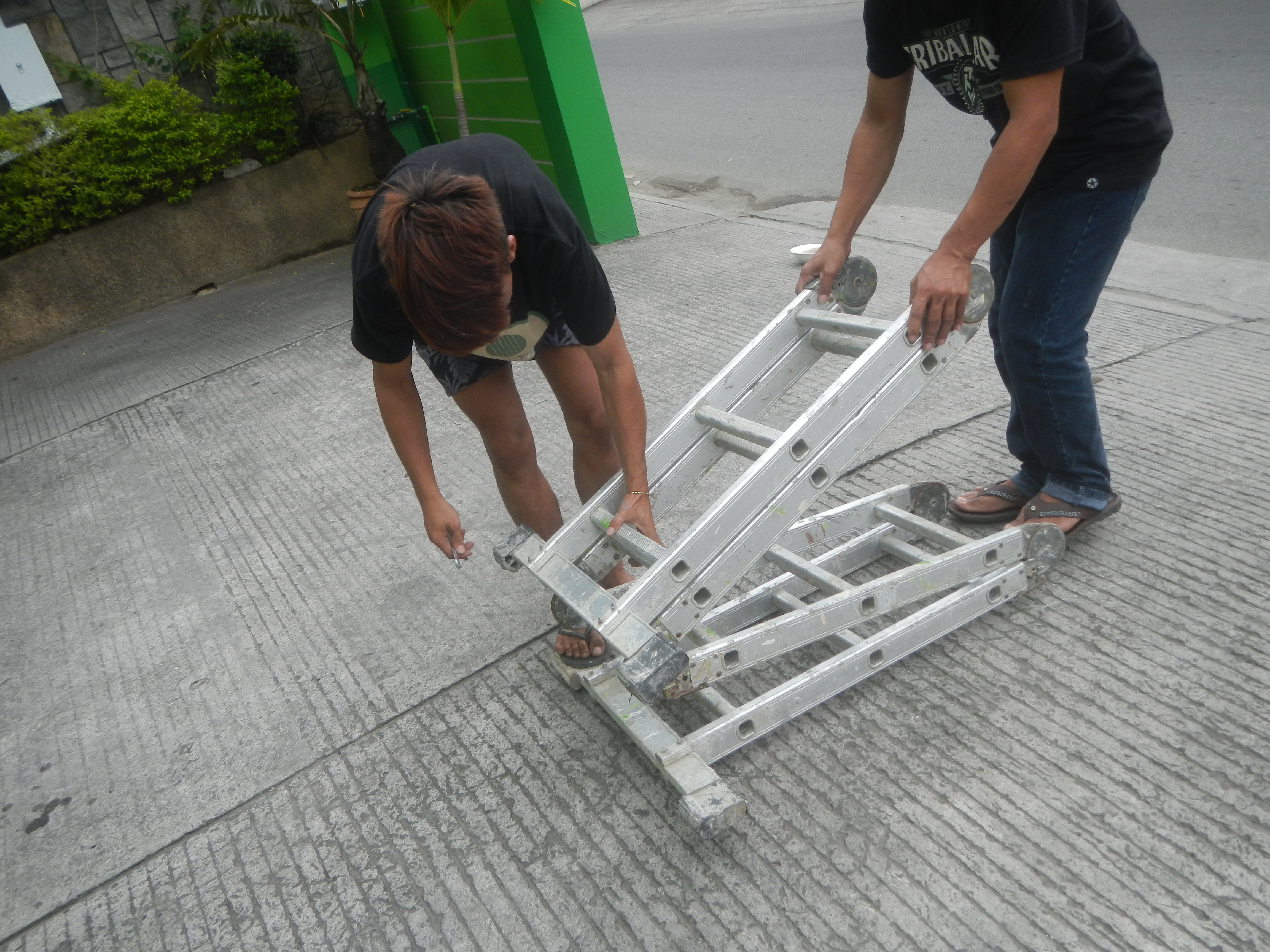
Scala pieghevole in alluminio (durante la chiusura)
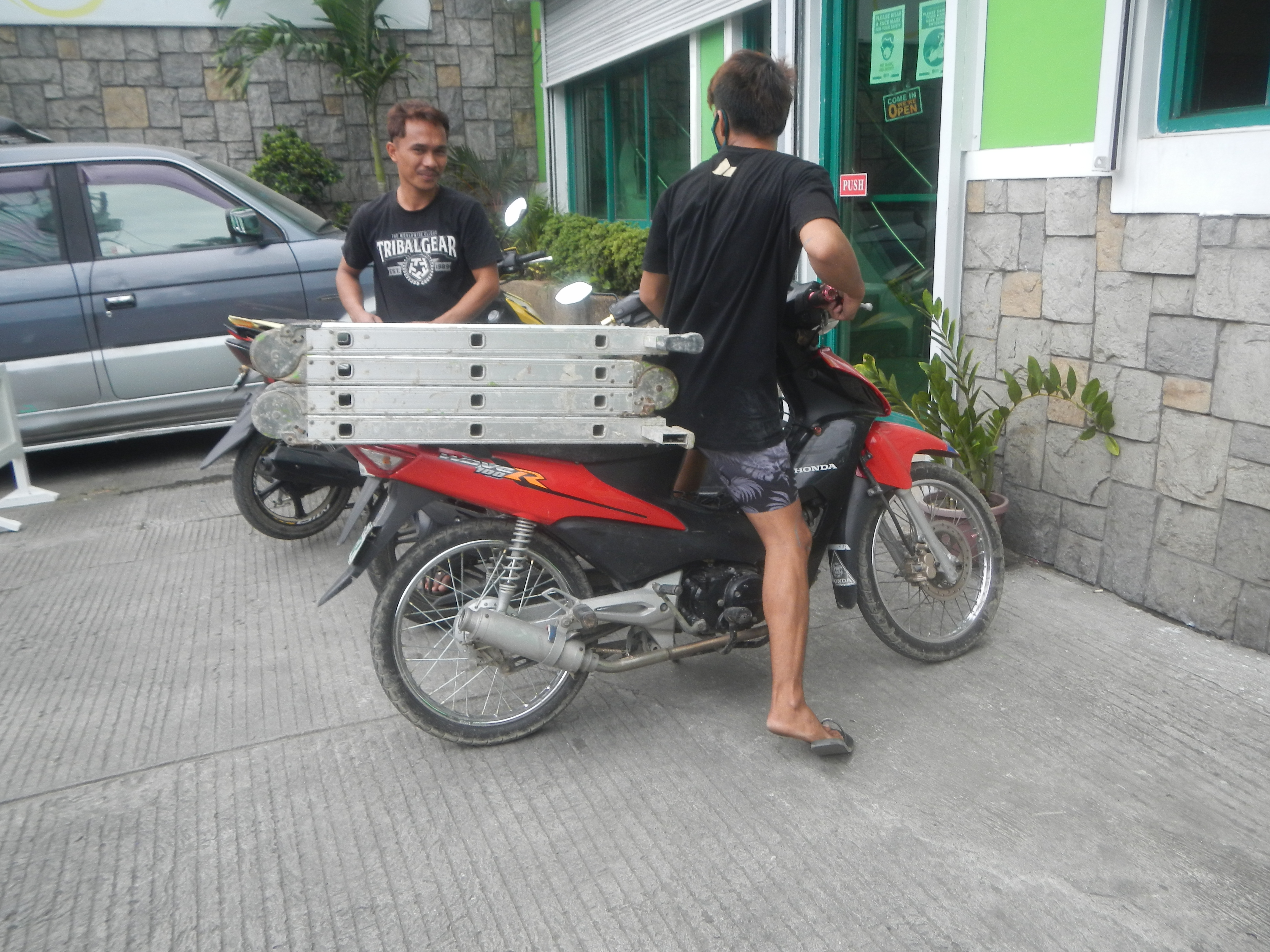
Scala pieghevole in alluminio (chiusa)

#### Scala a ganci

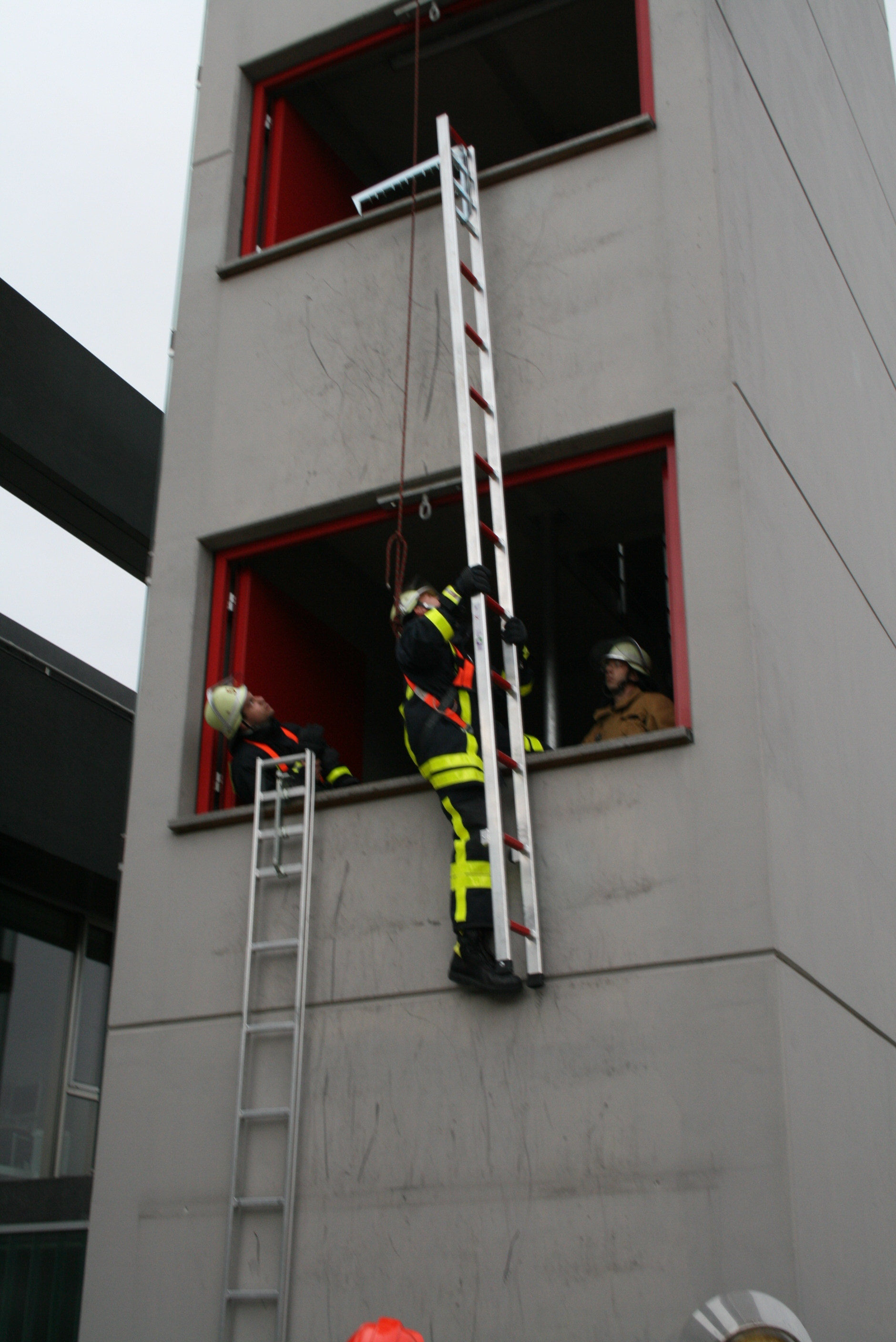
Utilizzo di scale a ganci durante un'esercitazione dei vigili del fuoco di Francoforte

La scala a ganci è una scala dotata di ganci alle due estremità superiori dei montanti, che permettono di agganciare la scala ad alcune parti esterne di un edificio come finestre e balconi. Viene utilizzata dai vigili del fuoco per svolgere attività di soccorso.
Come la scala all'italiana, anche la scala a ganci fa parte del corredo standard degli automezzi dei vigili del fuoco.

### Scala movibile con piattaforma
Sono esempi di scale movibili con piattaforma le scale a castello e le scale a palchetto. In passato, le scale movibili con piattaforma erano utilizzate anche  come scala d'assedio.
La scala movibile con piattaforma è un tipo di scala simile per forma e funzione ad un trabattello, dotata di ruote per permetterne lo spostamento (quando non sono presenti persone sulla scala), passamani laterali per facilitare la salita e la discesa e ampia piattaforma in cima per permettere di sostare e lavorare in piedi sulla scala senza la necessità di mantenere 3 punti di contatto. Rispetto alle scale portatili risulta molto più ingombrante, ma la presenza della piattaforma permette di svolgere molti lavori in maniera più sicura. Le scale movibili con piattaforma trovano largo utilizzo nei magazzini, nelle biblioteche e nei cimiteri.

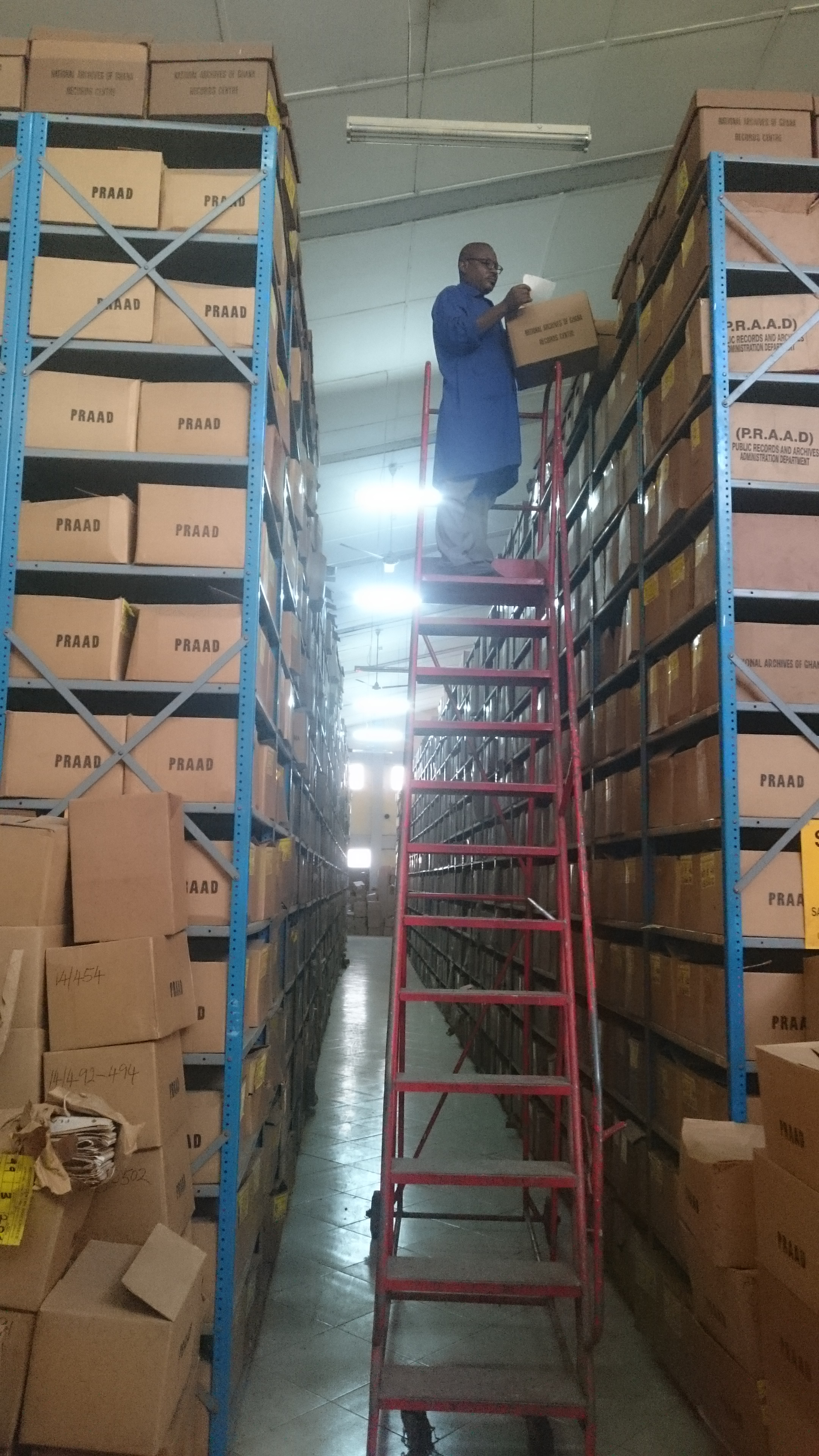
Scala a castello con piattaforma e ruote
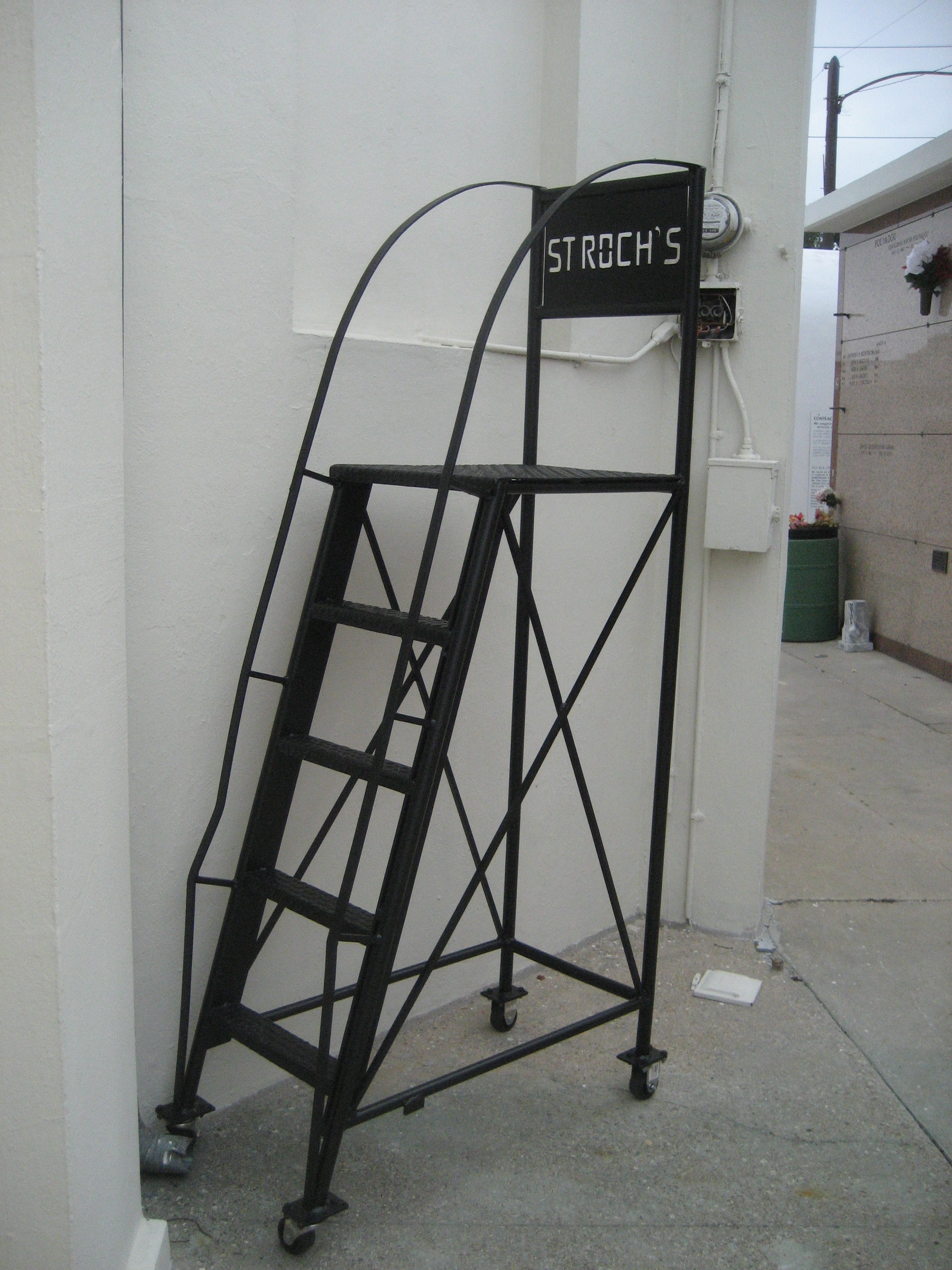
Scala cimiteriale

### Scale fisse
Le scale fisse sono scale che sono permanentemente fissate ad una struttura (ad esempio: una parete, un macchinario, un'apparecchiatura chimica, ecc.). Come le scale movibili, possono utilizzare gradini (scale fisse a gradini) o pioli (scale fisse a pioli).

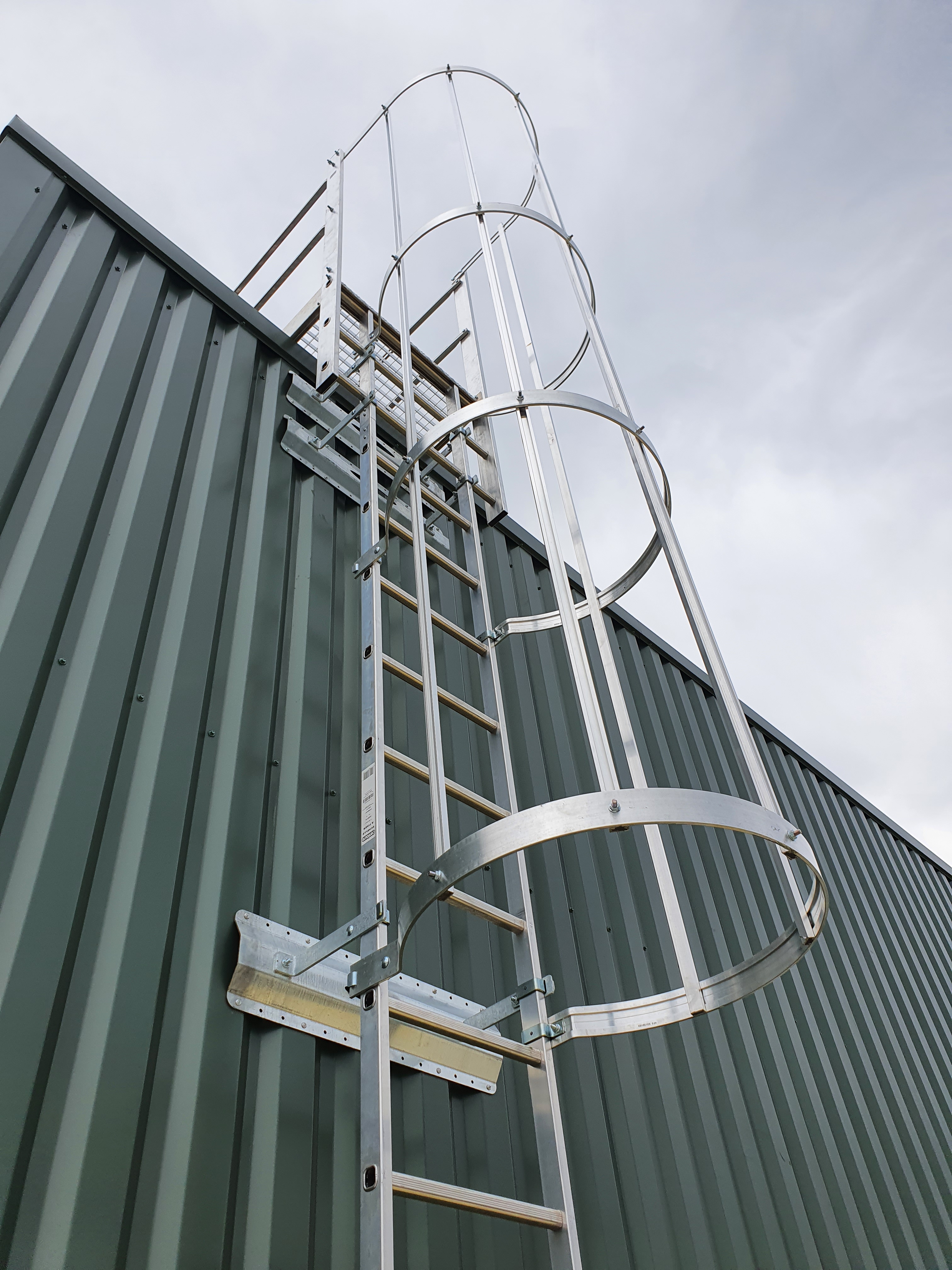
Scala alla marinara, con gabbia di sicurezza
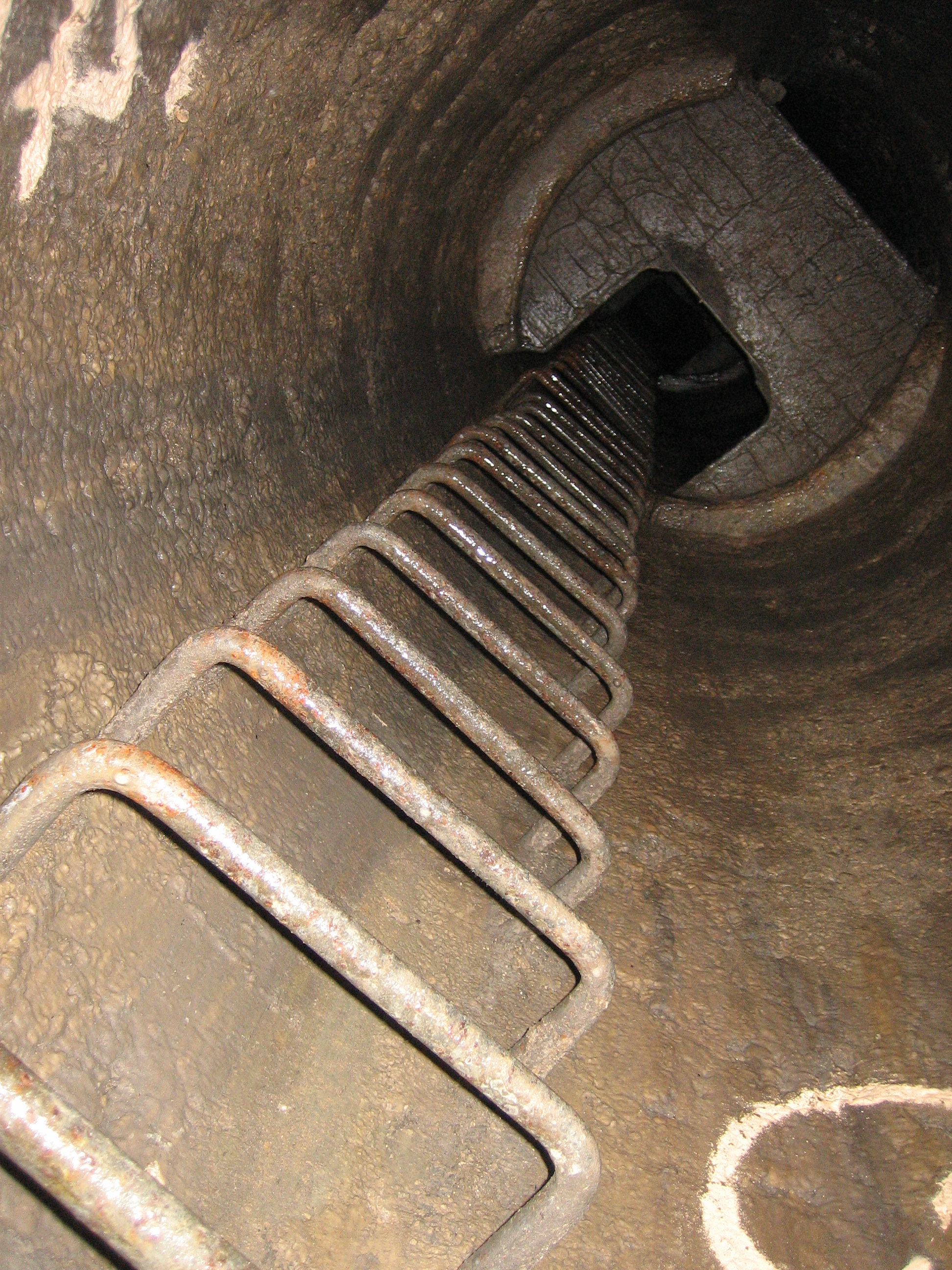
Scala nelle catacombe di Parigi
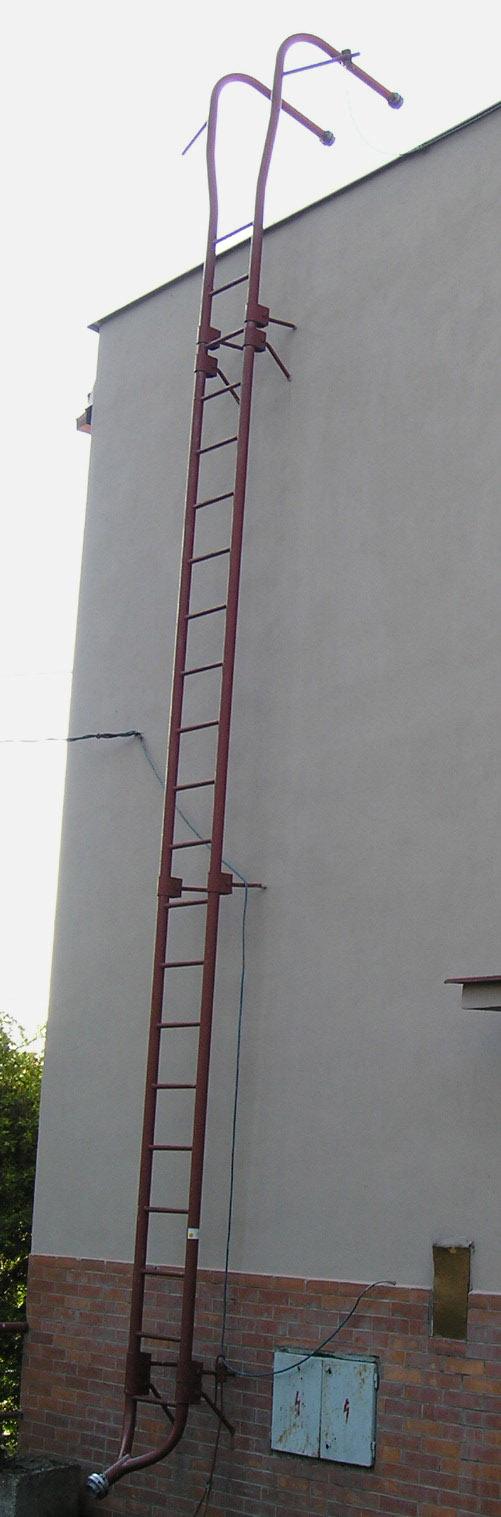
Scala fissa per l'accesso al tetto di un edificio. I montanti di questa scala fungono anche da condotte idriche (ad esempio per operazioni antincendio).
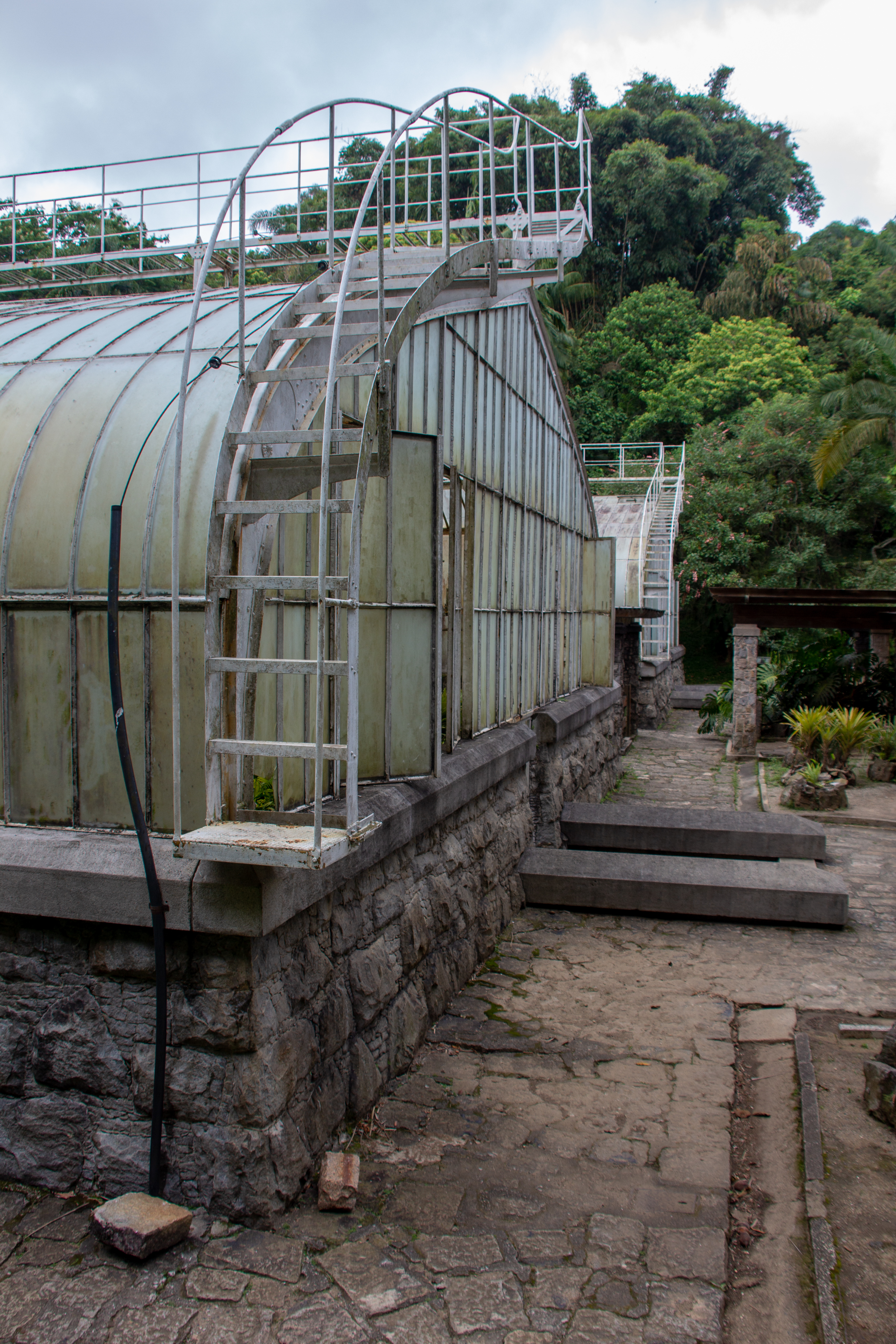
Scala fissa per accedere al tetto di una serra di un giardino botanico (San Paolo, Brasile)

## Usi
Le scale, fisse o movibili, sono utilizzate in molti lavori manuali dove sia necessario spostarsi in altezza (lavori in quota), ad esempio: lavori di tinteggiatura di pareti e soffitto, manutenzione di lampade a soffitto, pulizia grondaie, raccolta di frutti da albero, prelievo manuale di merci in un magazzino, controllo e manutenzione di apparecchiature chimiche, ecc.
Scale a soppalco o a scomparsa, con struttura solitamente pieghevole o a pantografo, possono essere utilizzate per l'accesso non frequente ad ambienti di servizio, quali possono essere le soffitte, senza impegnare stabilmente lo spazio di una scala fissa. Scale simili possono essere utilizzate anche per l'accesso a tetti o ambienti esterni. I modelli più comuni sono ad azionamento manuale, per mezzo di un gancio montato su un'asta di prolunga ("bastone") ma esistono anche sistemi a servomotore con comando remoto.

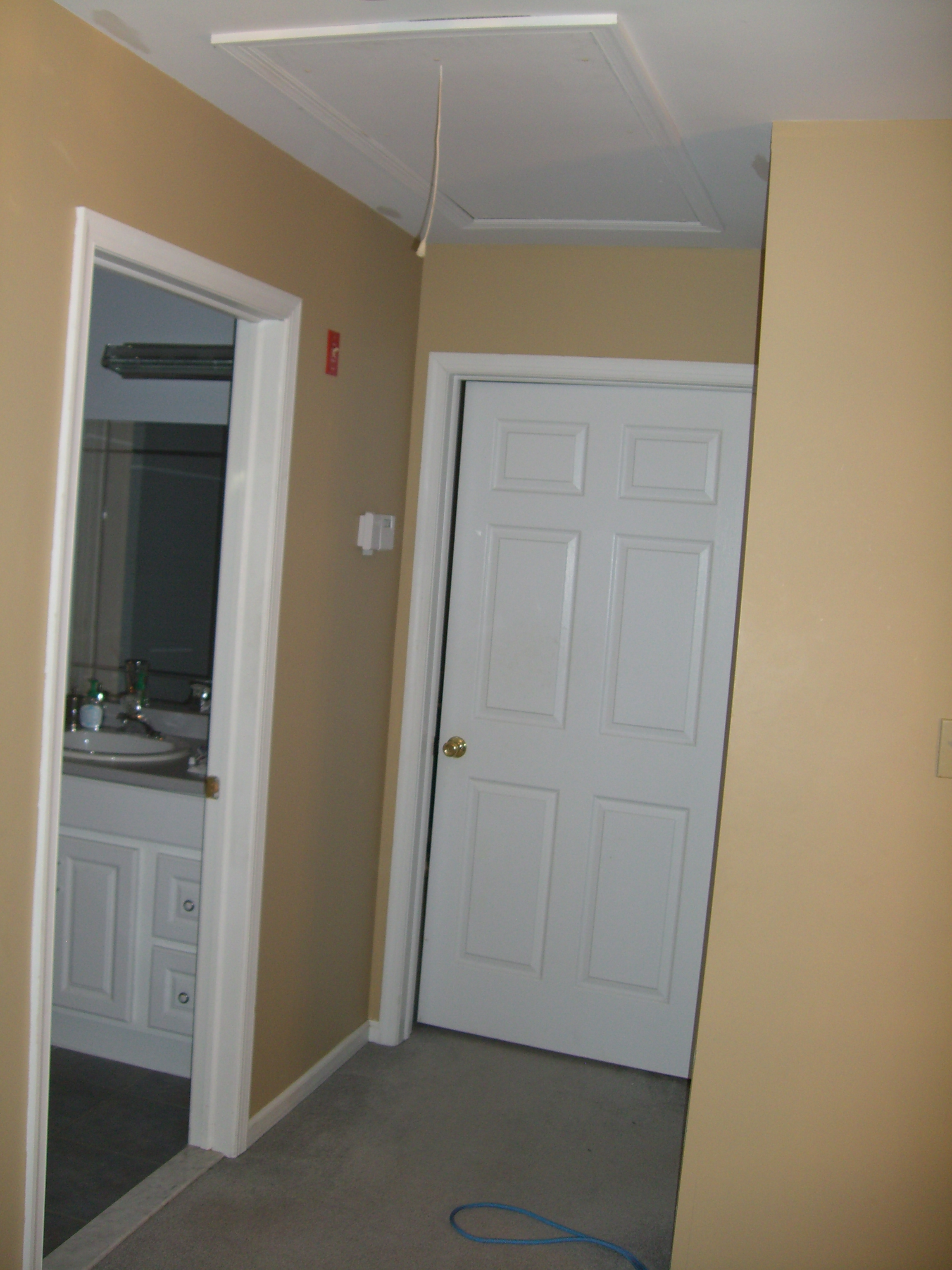
Esempio di scala pieghevole per accesso ad una soffitta (chiusa)
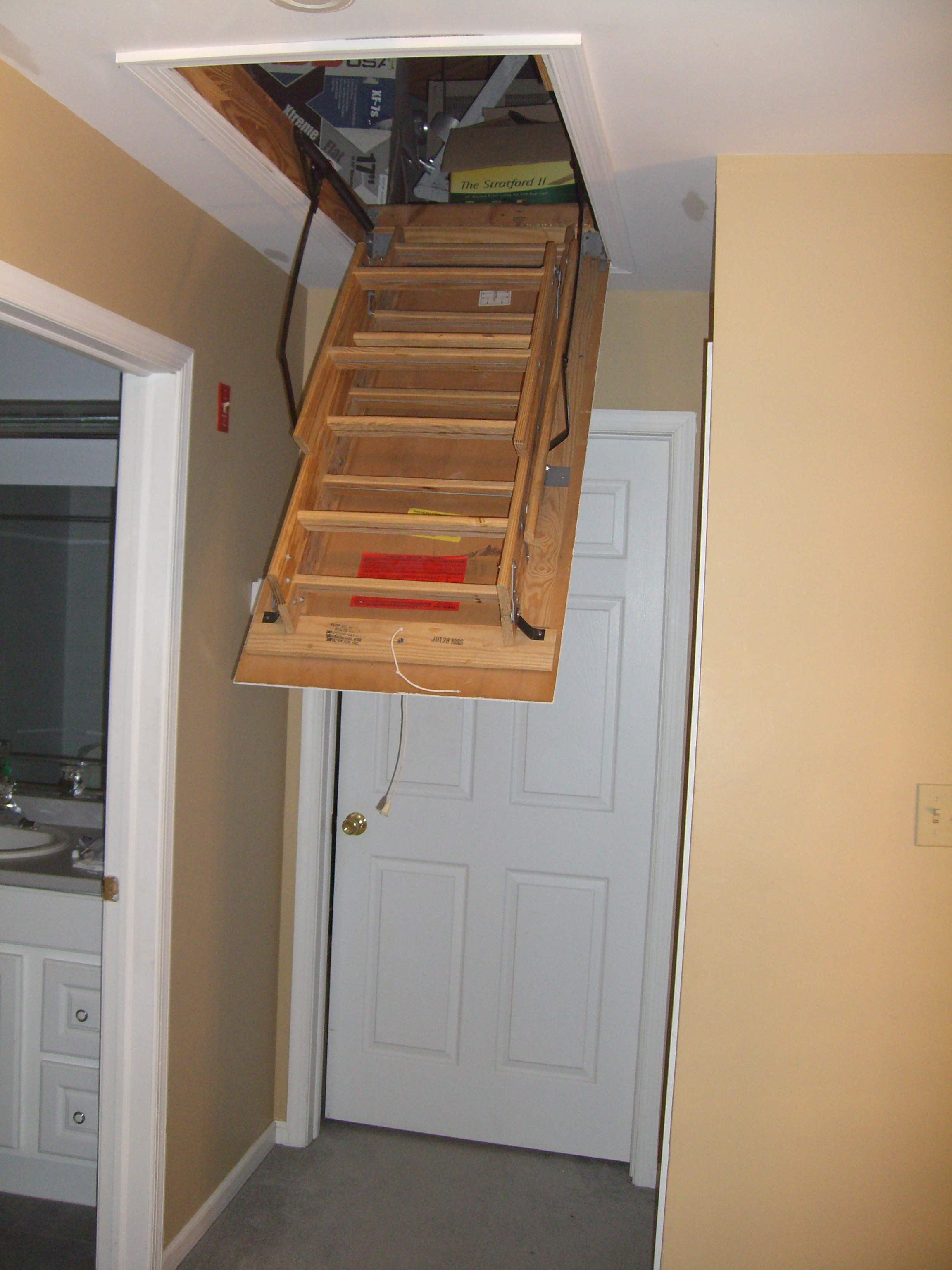
Esempio di scala pieghevole per accesso ad una soffitta (durante l'apertura)
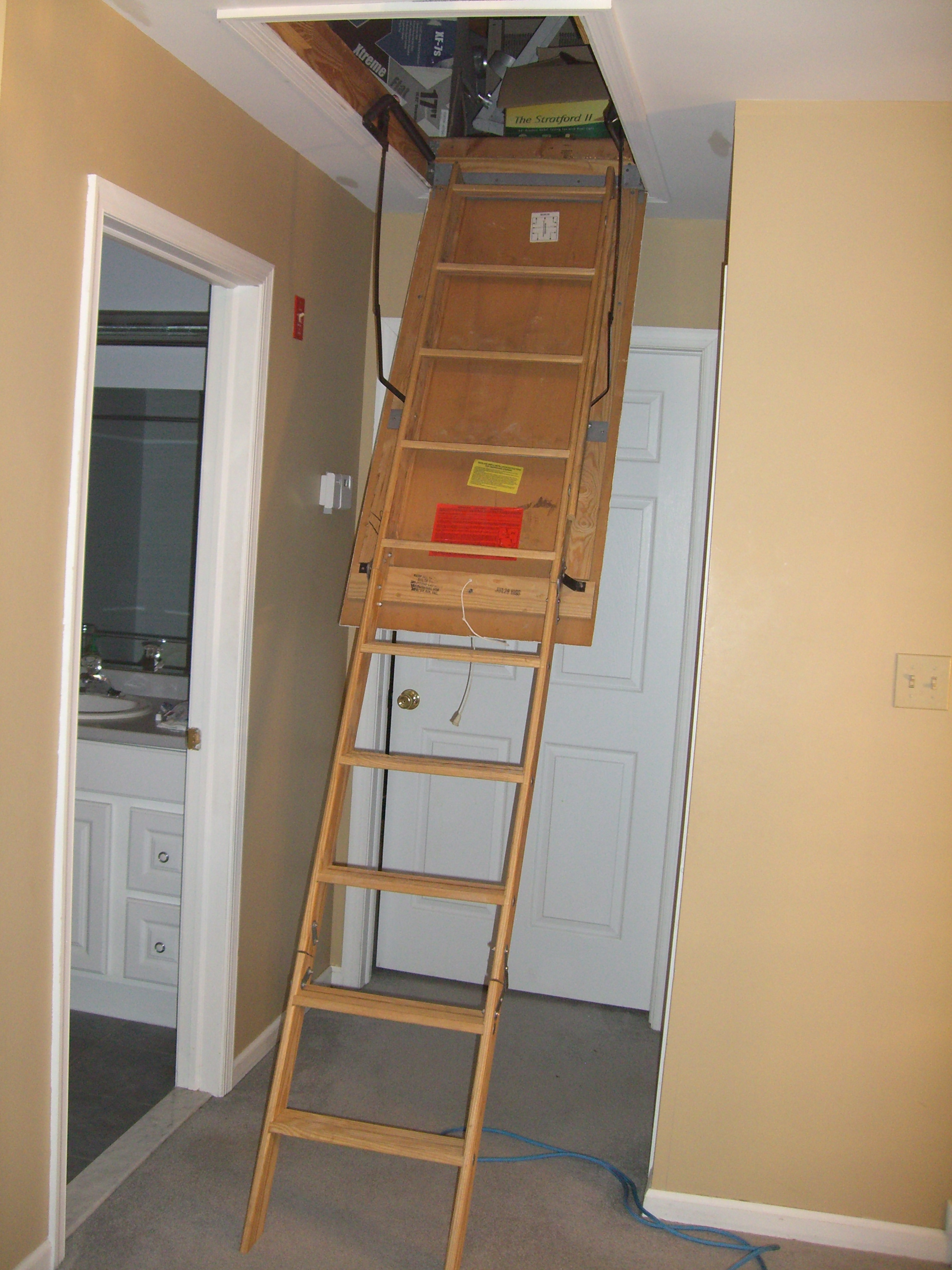
Esempio di scala pieghevole per accesso ad una soffitta (aperta)

Le scale sono utilizzate anche:
- in attività sportive e ricreative, come ad esempio nell'alpinismo, nella speleologia e dagli arbitri di alcune discipline sportive (ad esempio tennis)
- per salire e scendere da diversi tipi di mezzi di trasporto (ad esempio: autoveicoli, imbarcazioni, aeromobili)
- durante le operazioni di recupero e salvataggio di persone e animali (ad esempio dai vigili del fuoco)
- per la sorveglianza dei bagnanti, usando ad esempio una scala fissa o movibile con una piattaforma o una sedia in cima
- come struttura di sostegno degli elevatori di mobili e materiali edili; tali dispositivi sono provvisti di una piattaforma, dove vengono posizionati i mobili o i materiali edili, che viene poi sollevata fino alla cima della scala da un argano.

In passato speciali scale, chiamate "scale d'assedio", erano anche utilizzate per espugnare mura fortificate. Oggigiorno, forme moderne delle scale d'assedio sono installate sopra alcuni veicoli militari.

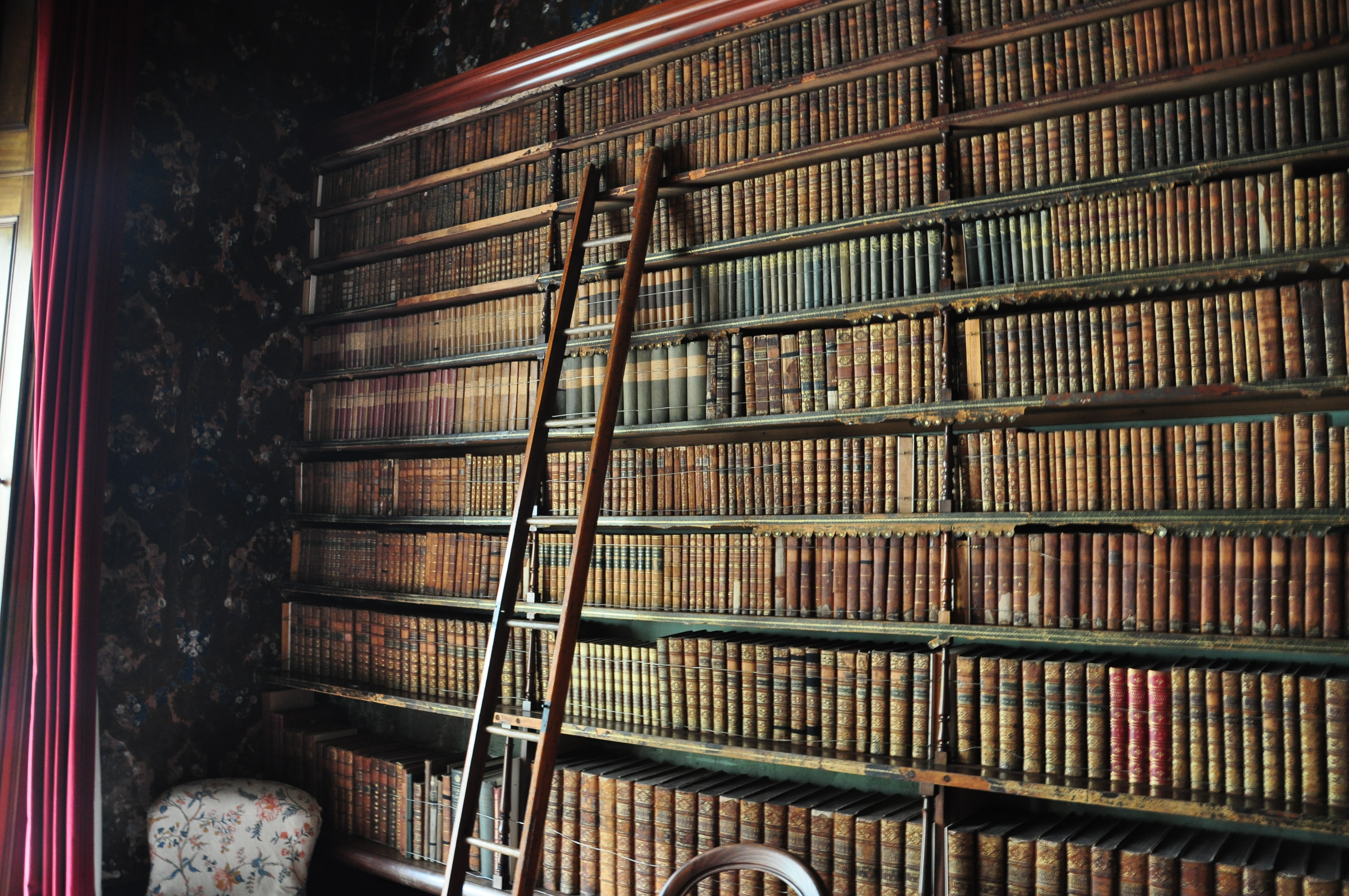
Scala in una biblioteca (Brodsworth Hall, Inghilterra)
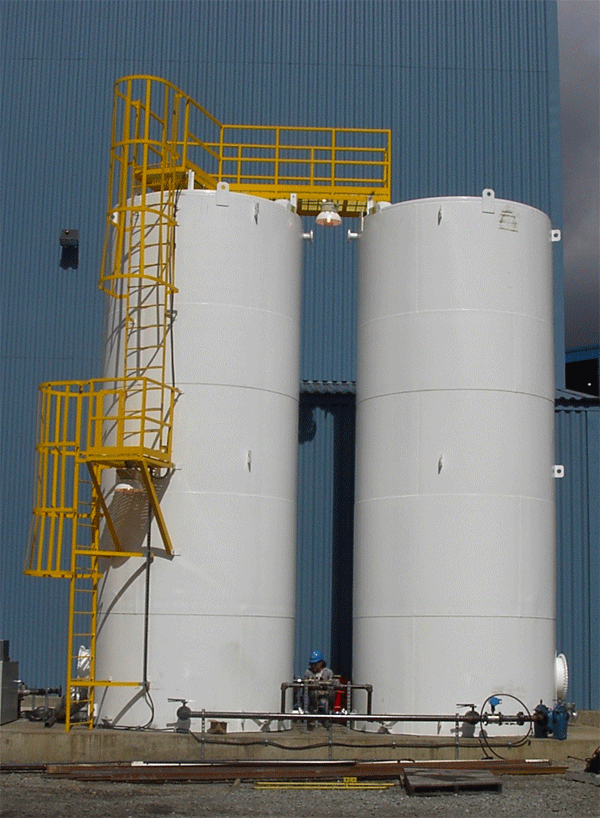
Scale alla marinara installate su un recipiente per lo stoccaggio di sostanze chimiche
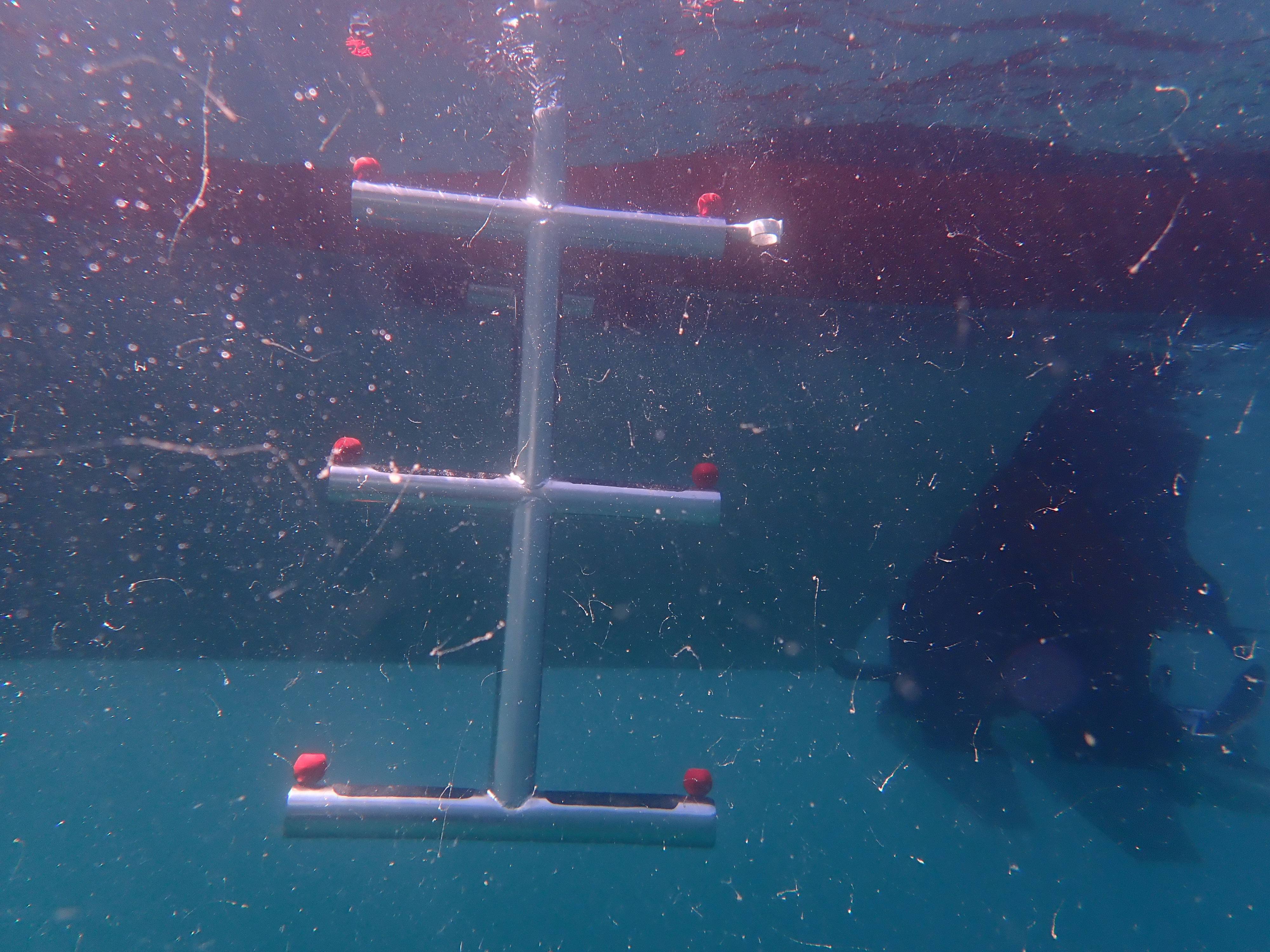
Scala per immersioni, sul lato di un motoscafo
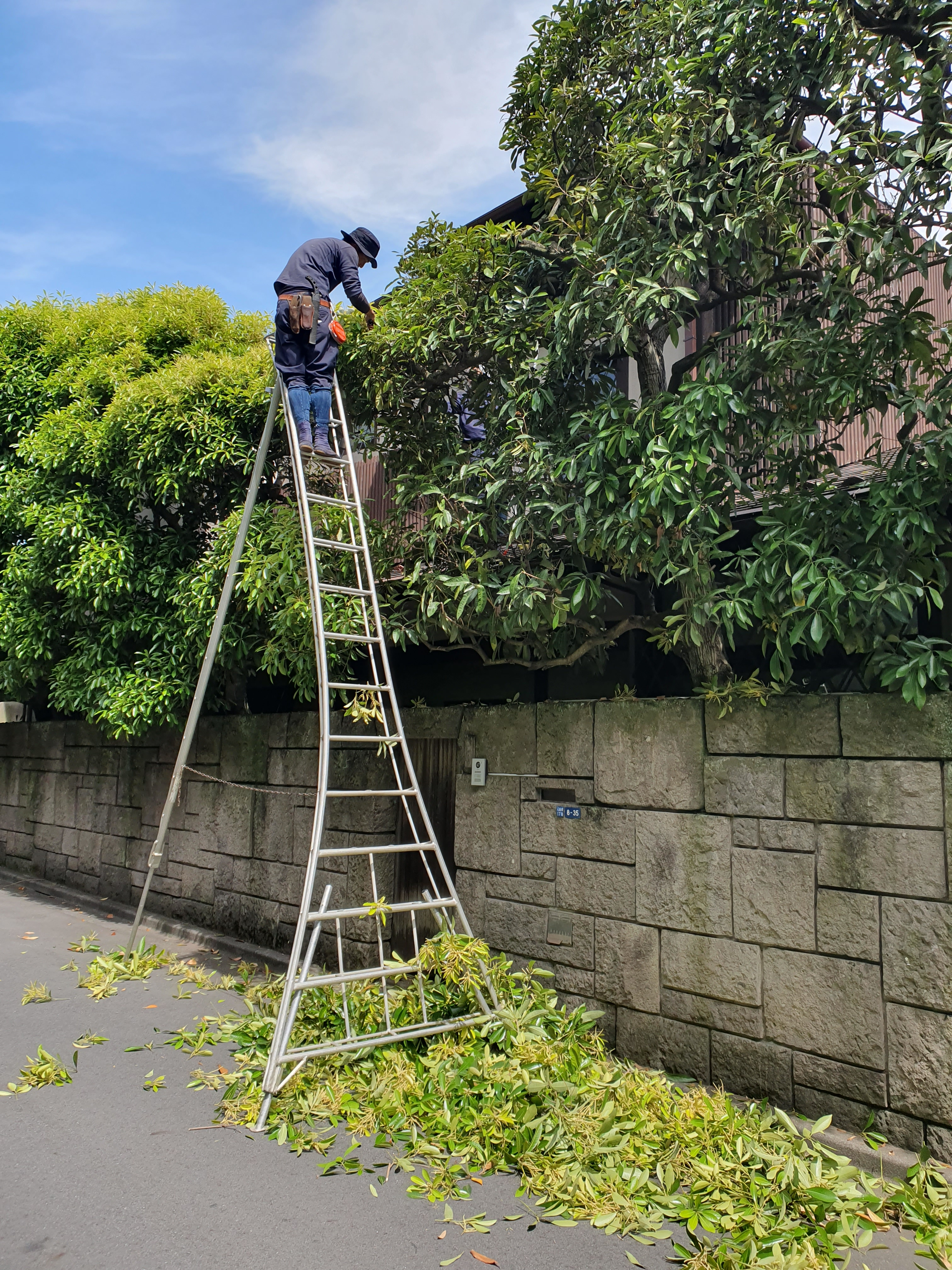
Operazioni di potatura con l'utilizzo di una scala
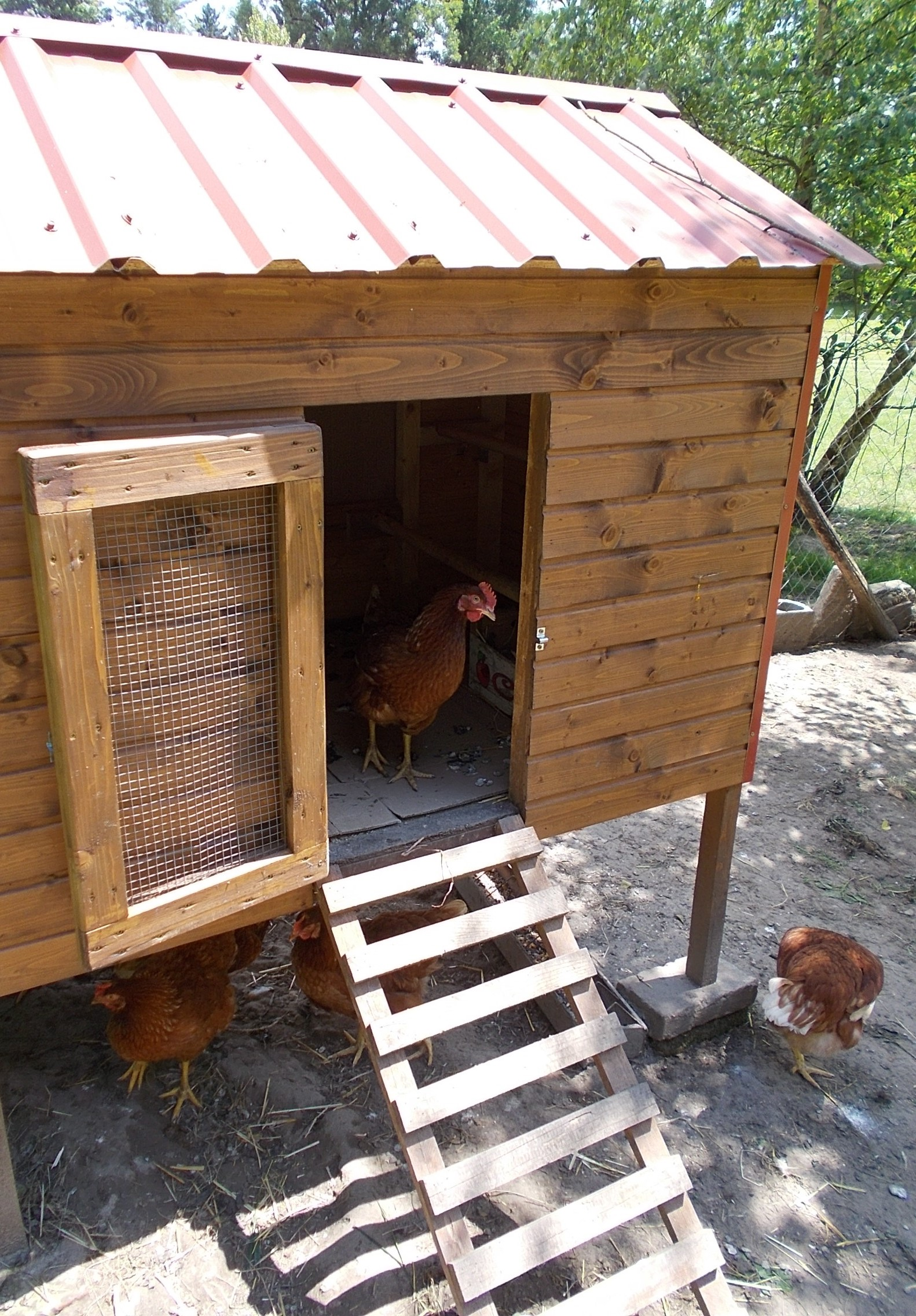
Scaletta per galline
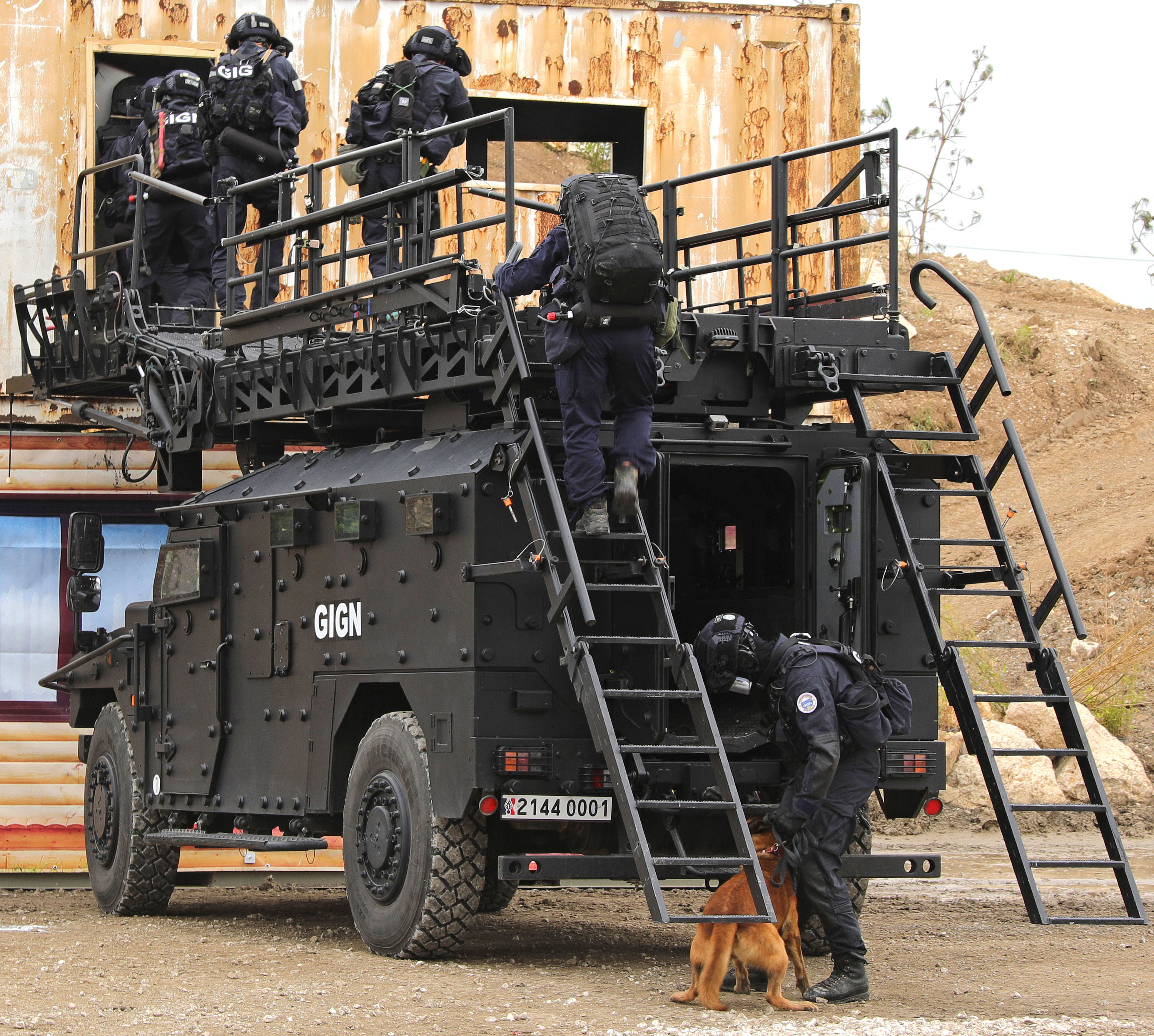
Una moderna scala d'assedio installata su un veicolo Renault Sherpa 2
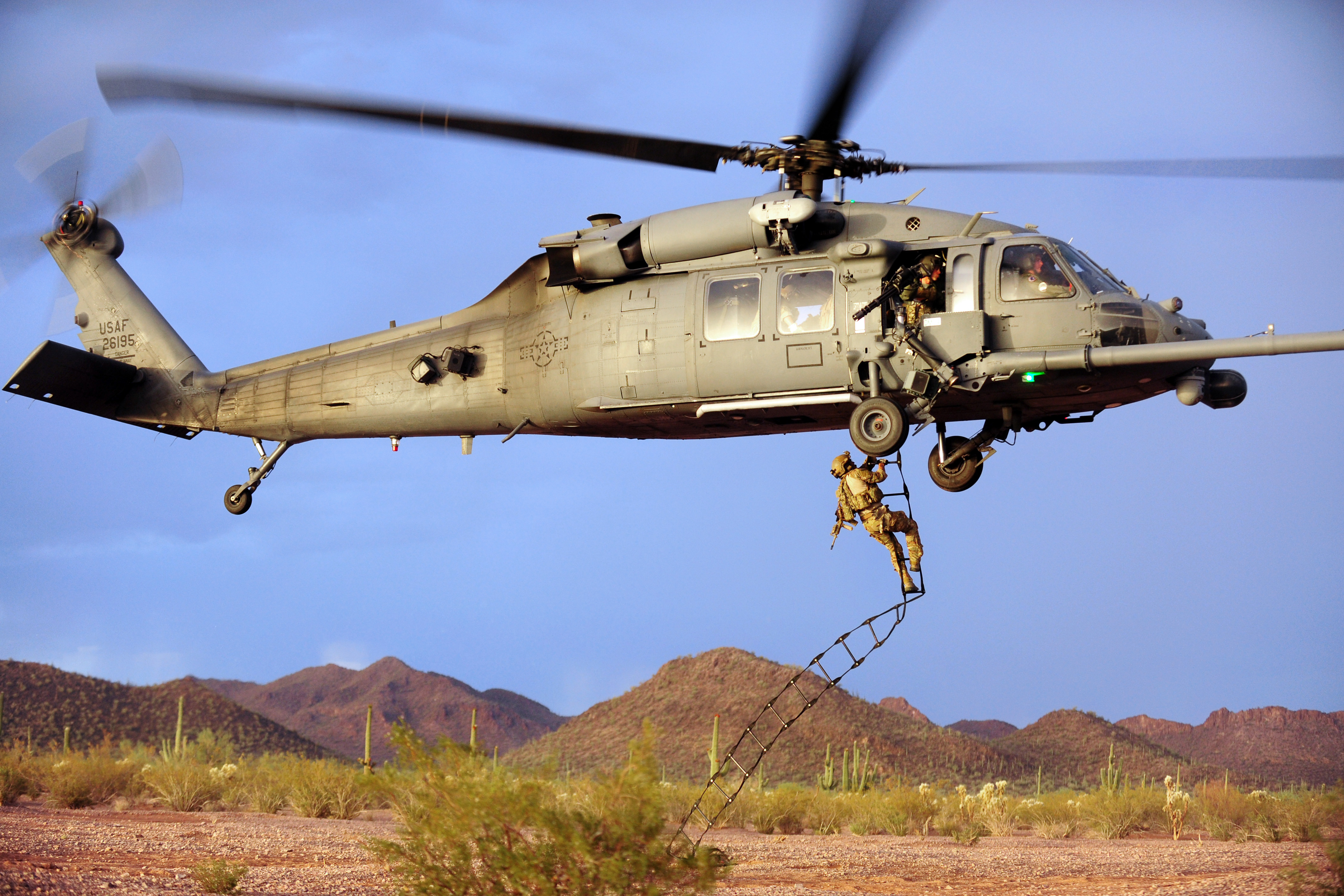
Utilizzo di una scala di corda per salire su un elicottero durante un addestramento
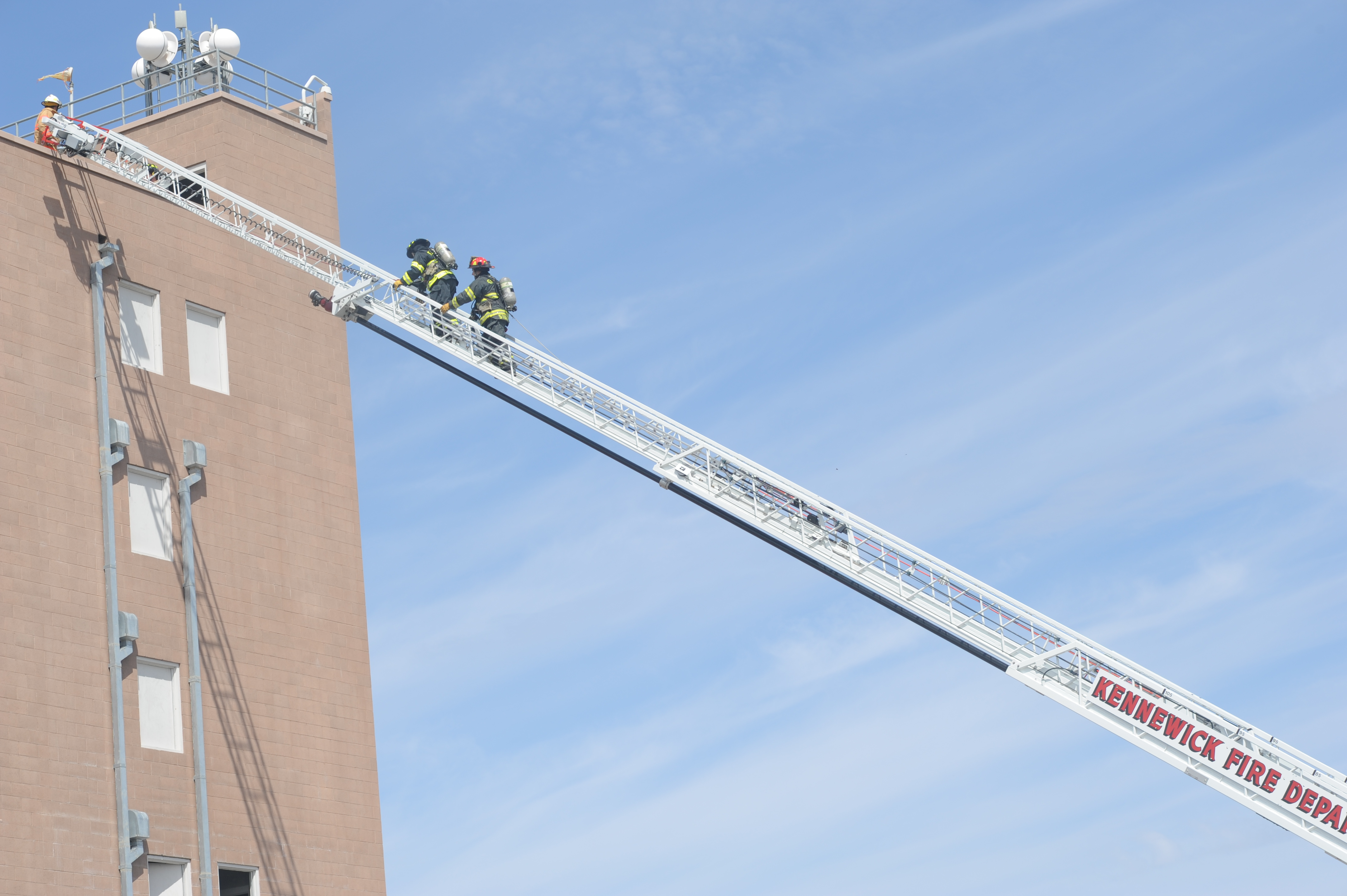
Scala antincendio
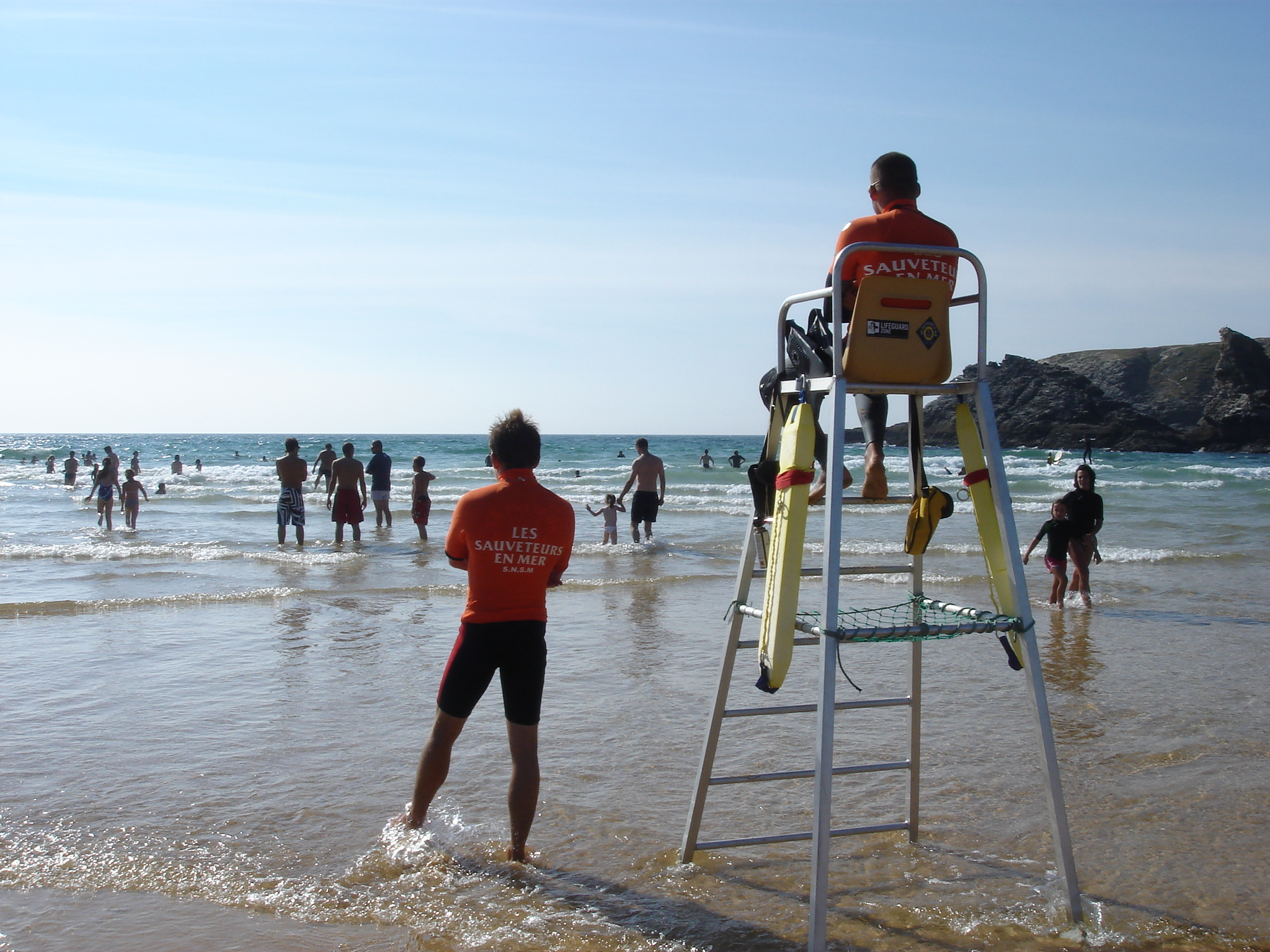
Scala fissa con sedia per la sorveglianza dei bagnanti

## Le scale nella cultura popolare
Secondo la cultura popolare, passare sotto le scale porterebbe sfortuna. L'origine di tal superstizione è incerta, ma probabilmente risale all'Antico Egitto e all'epoca cristiana. Secondo tale interpretazione, la forma del triangolo che forma la scala sarebbe associata ai simboli religiosi egizi (in quanto gli egizi consideravano sacra la forma del triangolo) e cristiani (con riferimento al simbolo della Trinità). Passare sotto la scala "romperebbe" tale figura sacra e quindi porterebbe a inimicarsi gli dei.
Secondo un'altra interpretazione, tale superstizione avrebbe origine invece in epoca medievale, quando le scale di assedio erano utilizzate per superare le fortificazioni nemiche. Passare sotto le scale era pericoloso in quanto i soldati in questo modo potevano essere bruciato dall'olio bollente versato dai difensori dalla cima delle mura.

## Pericoli e prevenzione

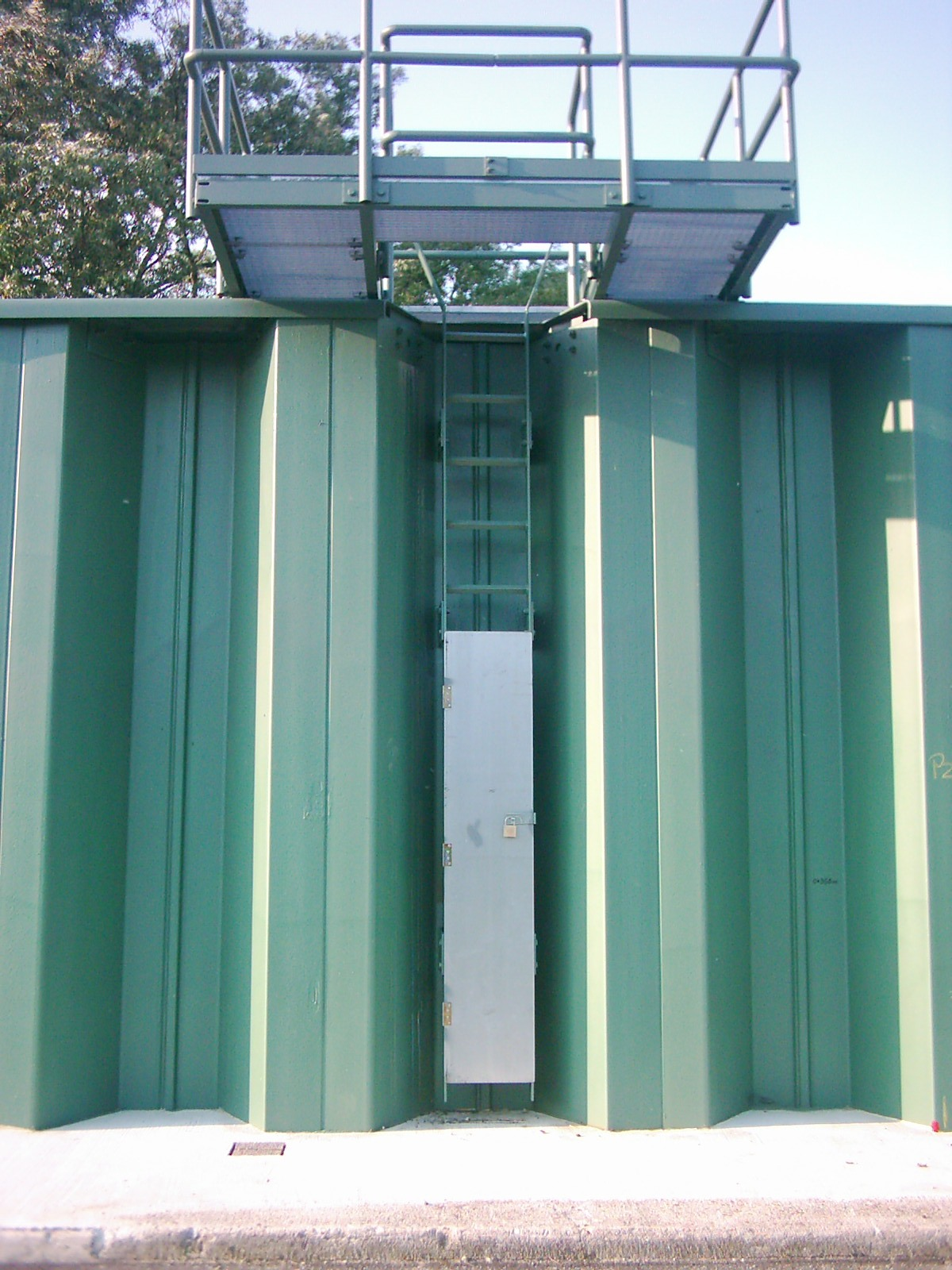
Scala fissa con dispositivo antisalita per evitarne l'utilizzo da parte di persone non autorizzate

Esempio di etichetta riportante istruzioni per l'uso sicuro di una scala portatile in metallo.

Alle scale portatili sono associati i pericoli tipici del lavoro in quota, tra cui il pericolo di caduta dall'alto, che costituisce la seconda causa di morte non intenzionale nel mondo. Per prevenire tali pericoli, è importante anzitutto valutare la possibilità di utilizzare attrezzature o metodi più sicuri delle scale portatili.
Esistono diverse alternative all'utilizzo delle scale, ad esempio ponteggi, piattaforme di lavoro elevabili e posizionamento mediante funi. Quando la natura del lavoro da svolgere lo permette, l'utilizzo di metodi che permettono di lavorare su un piano di lavoro stabile (ad esempio: ponteggi e piattaforme di lavoro elevabili) è considerato più sicuro rispetto all'utilizzo delle scale.
Il rischio di caduta dalla scala è maggiore nel caso in cui si utilizza un tipo di scala errato o se si utilizza in maniera errata. Ad esempio le scale doppie non sono adatte a svolgere lavori che necessitano di voltarsi lateralmente rispetto alla scala. Per quanto riguarda le operazioni di salita e discesa della scala, l'OSHA indica la necessità di utilizzare la regola dei "3 punti di contatto", ovvero mantenere sempre sulla scala, quando si sale e si scende, 2 mani e un 1 piede oppure 1 mano e 2 piedi.
Le scale fisse possono includere una gabbia di sicurezza, come nel caso della scala alla marinara, che, nonostante siano spesso considerate efficaci per diminuire il rischio di caduta, in realtà non prevengono la caduta e lo schianto a terra, soprattutto nel caso di persona in stato di incoscienza. Le gabbie di sicurezza possono inoltre rendere più lente e difficoltose le operazioni di soccorso e recupero. Per tali motivi, l'OSHA ha abolito nel 2018 le gabbie di sicurezza, rendendo obbligatoria, per scale di altezza superiore a circa 7,30 m, l'adozione di scale con sistema anticaduta di tipo guidato oppure di scale a gradini inclinati con corrimano laterali.
Per evitare il rischio che la scala portatile scivoli, è necessario che sia provvista di appositi piedini antiscivolo. Le scale portatili presentano anche pericoli durante il loro trasporto, durante il quale esiste ad esempio il rischio di urtare con la scala cose o persone nelle vicinanze.
Le scale in appoggio presentano generalmente un rischio di scivolamento e ribaltamento maggiore rispetto alle scale doppie, soprattutto se sono appoggiate con un'angolazione errata rispetto alla parete di appoggio. L'angolazione alla quale deve essere collocata la scala in appoggio è indicata dai fabbricanti, comunque generalmente l'angolo tra la scala e il suolo dovrebbe essere di circa 65°-75° nel caso di scala a pioli e di circa 60°-70° nel caso di scale a gradini.

### Ergonomia
L'ergonomia di una scala può essere intesa come la sua "praticità d'uso" e copre molti aspetti (ma non tutti) relativi alla sicurezza della scala.
Per potere essere definita "ergonomica" una scala portatile deve rispettare i limiti psicofisici dell'uomo. A titolo di esempio, alcune caratteristiche essenziali per l'ergonomia di una scala sono:
- avere ingombro e peso contenuti (non oltre 20 kg), in modo da potere essere trasportata facilmente da una sola persona
- gradini ampi (superficie minima 0,07 m²)
- gradini non sovrapposti, per poter salire e scendere liberamente
- gradini aperti lateralmente e non imprigionati dai montanti
- bloccaggio automatico della posizione d'uso

### Protezione dal rischio elettrico
Un altro possibile rischio durante l'utilizzo delle scale è il rischio elettrico, che può provocare anche la folgorazione e la morte. Per diminuire tale rischio, quando si utilizza la scala vicino a sorgenti di correnti elettrica si utilizzano scale in legno o fibra di vetro, essendo tali materiali cattivi conduttori di corrente elettrica, a differenza delle scale in alluminio.
La scala statica dissipativa garantisce l'immunità alla scarica elettrostatica (ESD) in riferimento alle norme EN 61000-4-2 / IEC 801-2 (1984). Questa normativa definisce i requisiti di immunità degli apparati e/o utensili alle scariche elettrostatiche indotte dall'operatore o da altri apparati situati nelle loro immediate vicinanze.
Scale isolanti sono scale portatili per lavori isolati da correnti elettrici in basse e/o alta tensione: (1) scale in legno (100% riciclabili); (2) scale in vetroresina (non riciclabili: la frantumazione e granulazione è una possibilità, ma commercialmente non provata; la pirolisi è tecnicamente possibile, ma attualmente non economicamente conveniente); (3) scale in alluminio con trattamenti isolanti per lavori isolati da correnti in bassa tensione.  skylax.com,  https://web.archive.org/web/20091023032320/http://www.skylax.com/italian/otherimp.htm. URL consultato l'8 aprile 2018 (archiviato dall'url originale il 23 ottobre 2009).

## Normativa e standard
Le scale, anzitutto a causa dei loro rischi, sono oggetto di standard nazionali e internazionali che stabiliscono i requisiti necessari affinché siano sicure e adatte al loro scopo.
Gli standard internazionali sulle scale includono:
- ISO 11671 Fibre reinforced plastics — Telescopic ladder — Requirements and test methods[47]
- ISO 14122-3 Safety of machinery — Permanent means of access to machinery, Part 3: Stairs, stepladders and guard-rails[48]
- ISO 14122-4 Safety of machinery — Permanent means of access to machinery, Part 4: Fixed ladders[49]

Sono state inoltre pubblicate norme internazionali specifiche per le scale utilizzate nell'ambito nautico, tra cui:
- ISO 799-1 Ships and marine technology — Pilot ladders, Part 1: Design and specification[50]
- ISO 799-2 Ships and marine technology — Pilot ladders, Part 2: Maintenance, use, survey, and inspection[51]
- ISO 799-3 Ships and marine technology — Pilot ladders, Part 3: Attachments and associated equipment[52]
- ISO 3797 Ships and marine technology — Vertical steel ladders[53]
- ISO 5488 Ships and marine technology — Accommodation ladders[54]
- ISO 5489 Ships and marine technology — Embarkation ladders[55]
- ISO 7364 Ships and marine technology — Deck machinery — Accommodation ladder winches[56]
- ISO 9519 Ships and marine technology — Single rungs and rungs for dog-step ladders[57]
- ISO 24136 Ships and marine technology — Pilot ladder winch reels[58]

### Europa
Nell'Unione europea si applicano specifiche norme tecniche per la progettazione, i metodi di prova, la marcatura e le istruzioni d'uso delle scale, tra cui:
- EN 131-1 Ladders - Part 1: Terms, types, functional sizes[29]
- EN 131-2 Ladders - Part 2: Requirements, testing, marking[59]
- EN 131-3 Ladders - Part 3: Marking and user instructions[60]
- EN 131-4 Ladders - Part 4: Single or multiple hinge-joint ladders[61]
- EN 131-6 Ladders - Part 6: Telescopic ladders[62]
- EN 131-7 Ladders - Part 7: Mobile ladders with platform[63]
- EN 1147 Portable ladders for fire service use[64]
- EN 13451-2 Swimming pool equipment - Part 2: Additional specific safety requirements and test methods for ladders, stepladders and handle bends[65]
- EN ISO 14122-3 Safety of machinery - Permanent means of access to machinery - Part 3: Stairs, stepladders and guard-rails[66]
- EN ISO 14122-4 Safety of machinery - Permanent means of access to machinery - Part 4: Fixed ladders[67]
- EN 14183 Step stools[68]
- EN 14396 Fixed ladders for manholes[69]
- EN 14975 Loft ladders - Requirements, marking and testing[70]
- EN 50528 Insulating ladders for use on or near low voltage electrical installations[71]

Alle scale, come per la maggior parte dei prodotti immessi o messi a disposizione sul mercato dell'Unione europea (ad esclusione di alcuni tipi di prodotti, come alimenti, mangimi, derivati di origine animale, prodotti fitosanitari, oggetti d’antiquariato, ecc.), si applica inoltre il Regolamento sulla sicurezza generale dei prodotti, come indicato nell'art. 2 dello stesso regolamento.

### Stati Uniti
Negli Stati Uniti l'utilizzo delle scale negli luoghi di lavoro è regolamentato dall'Occupational Safety and Health Administration (OSHA) attraverso lo standard CFR 29 1910.23.
Le norme tecniche dell'American National Standards Institute (ANSI) relative alla sicurezza delle scale, sviluppate dall'organizzazione no-profit American Ladder Institute (ALI), includono:
- ANSI-ASC A14.1 Ladders - Wood Safety Requirements[75]
- ANSI ASC A14.2 Ladders - Portable Metal - Safety Requirements[76]
- ANSI ASC A14.3 Ladders - Fixed - Safety Requirements[77]
- ANSI ASC A14.4 Safety Requirements for Job-Made Wooden Ladders[78]
- ANSI ASC A14.5 Ladders - Portable Reinforced Plastic - Safety Requirements[79]
- ANSI ASC A14.11 Safety Requirements for Stepstools[80]